# Langen (Hessen)

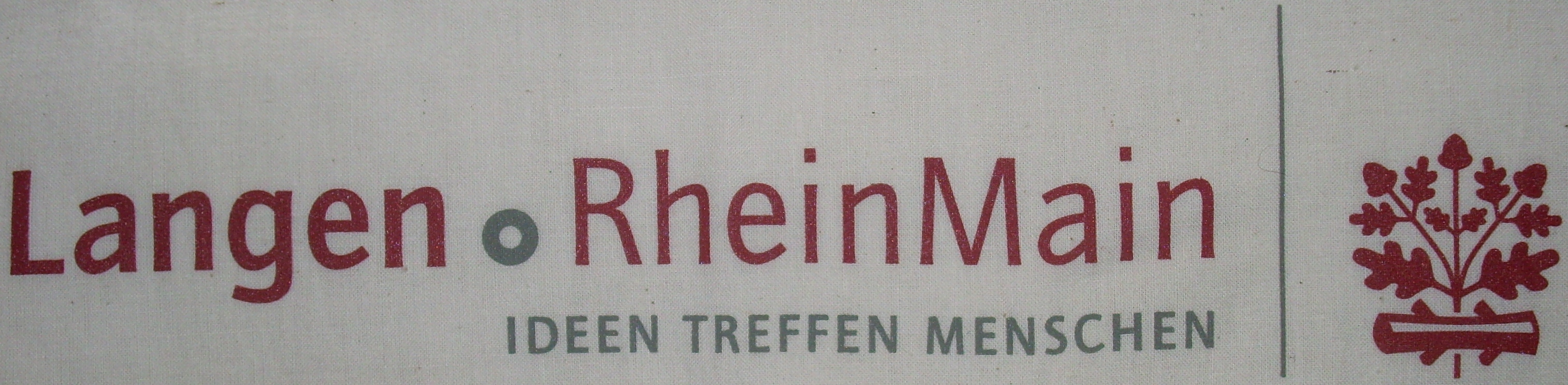
Offizielles Logo der Stadt Langen

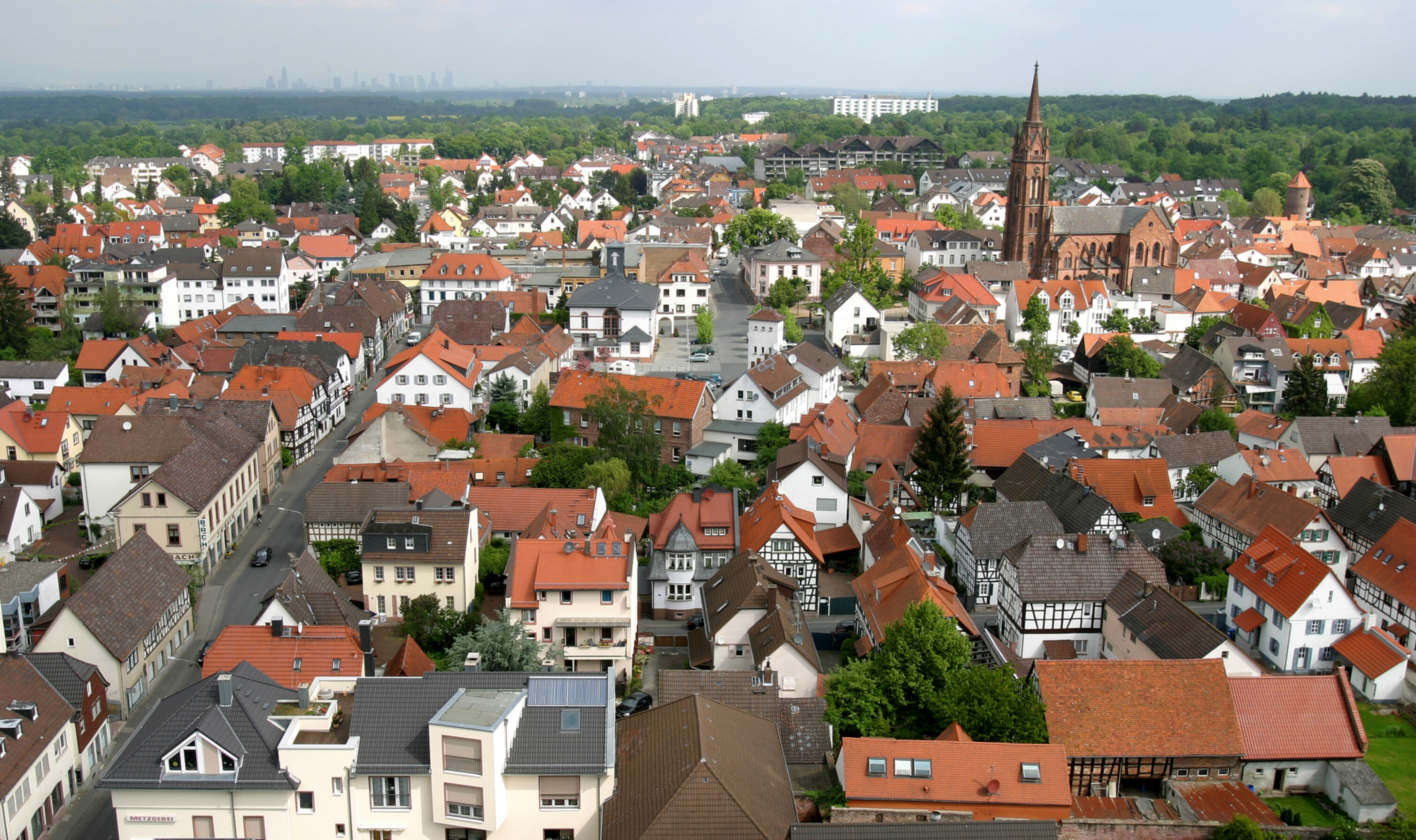
Blick auf die Altstadt

Langen (Hessen) ist eine Mittelstadt mit rund 40.000 Einwohnern im südhessischen Landkreis Offenbach zwischen Darmstadt und Frankfurt am Main. Langen ist Hauptsitz der Deutschen Flugsicherung und des Paul-Ehrlich-Institutes.

## Geografie

### Geografische Lage
Die Stadt Langen liegt im westlichen Landkreis Offenbach und im südlichen Rhein-Main-Gebiet, einem der wirtschaftsstärksten Gebiete Deutschlands. Die Stadt liegt mittig zwischen den Städten Frankfurt am Main und Darmstadt. Langen wird vom Sterzbach durchflossen.

### Stadtgliederung
Langen umfasst nur die Gemarkung Langen (Gmk.-Nr. 60743) und hat keine offiziellen Stadtteile. Gegliedert ist das Stadtgebiet in:
- die Altstadt im Osten. Sie liegt innerhalb der ehemaligen östlichen Stadtmauer, die teilweise noch sichtbar ist. Hier gibt es viele Fachwerkhäuser.
- das Zentrum, das von den anderen Stadtteilen umgeben wird.
- im nordwestlichen Stadtteil Neurott befindet sich u. a. der Hauptsitz der Deutschen Flugsicherung sowie das Paul-Ehrlich-Institut. Hier entstand 1958 eine Siedlung für US-Truppen der Rhein-Main Air Base (2005 geschlossen). Im September 2008 hat die US-Army die Langen-Terrace-Family-Housing-Area an die Bundesrepublik Deutschland zurückgegeben. Die Wohnungen wurden von der Bundesanstalt für Immobilienaufgaben (BImA) vermietet.[3]
- das Nordend, ein Wohnviertel Langens, in dem sich teils moderne Wohnblocks und Wohnhochhäuser wie das Alpha-Hochhaus (ehemals Hessens höchster Wohnturm) befinden.
- den Stadtteil Linden und Oberlinden im Westen (reine Wohngebiete).
- den Steinberg im Südosten auf einer Anhöhe. Das Bild ist geprägt durch Ein- und Mehrfamilienhäuser mit Gärten sowie seit den späten 90er Jahren auch Reihenhäuser und Wohnblocks.
- das Wohngebiet Im Loh im Außenbereich zwischen Linden/Oberlinden und der Nachbarkommune Egelsbach.

## Geschichte

### Urgeschichte
Schon in der Mittelsteinzeit haben in der Gemarkung Langen Menschen gelebt. Dies wurde durch Funde bei Ausgrabungen auf dem Areal des Neuen Rathauses und des Hallenbades/Stadthalle belegt. In der Koberstadt wurden Funde aus der Hallstattzeit gemacht.

### Antike
Vor rund 2000 Jahren ist für Langen eine bäuerliche Kleinstsiedlung anzunehmen, die am Handelsweg in Richtung Frankfurt lag, wo man den Main ganzjährig durchqueren konnte. Man kann auch die Einrichtung eines römischen Hilfskastells in Langen annehmen. Ein Beweis zur Existenz eines Legionslagers wird nicht zuletzt durch die Wegführung der Stadtanlage erbracht, die heute durch die Auswertung von Luftbildern möglich ist. Während germanische Stadtanlagen sich durch runde Stadtmauern und unregelmäßige Wege auszeichneten, waren römische Siedlungen planvoll und rechteckig angelegt.

### Mittelalter
Eine erste größere Siedlung entstand vermutlich in der Zeit zwischen 500 und 600 durch fränkische Zuwanderer. Die älteste erhaltene schriftliche Erwähnung des Ortes enthält eine Schenkungsurkunde König Ludwigs II. an das Kloster Lorsch von 834. Dort wird Langen als Langungon erwähnt und der Umfang der Markgenossenschaft Langen beschrieben mit Drieichlahha, dem heutigen Dreieich als Nachbargemeinde im Norden. Zum Wildbann Dreieich, der durch die Herren von Hagen als Vögte verwaltet wurde, gehörten im Mittelalter auch die Wälder rund um Langen. Zwei der dreißig Wildhuben des Wildbannes befanden sich hier.
1414 brannte das Dorf Langen ab, als es zwischen der Stadt Frankfurt und dem Trierer Erzbischof Werner von Falkenstein zum Streit kam. Als 1418 die Herren von Falkenstein ausstarben, erbten die Isenburger den Ort. Aus dem Mittelalter erhalten geblieben sind Reste der Ortsbefestigung mit dem spitzen Turm und dem stumpfen Turm.

### Neuzeit
Aus der Renaissance-Zeit ist der Vierröhrenbrunnen von 1553 erhalten. 1600 wurde Langen mit dem Amt Kelsterbach vom Isenburger Grafen an den Landgrafen von Hessen-Darmstadt verkauft. Seither gehört Langen zu Hessen. Bei der Aufteilung der Länger Markgenossenschaft 1732, deren Oberhof Langen war, erhielt der Ort zwei Drittel des Bodens, Egelsbach ein Drittel.
1813 wurde Langen zum Marktflecken erhoben und 1821 Sitz des Landratsbezirks. Damit war Langen de facto Kreisstadt, musste diese Funktion jedoch bereits 1832 an Groß-Gerau und Offenbach abgeben. 1834 hatte Langen 2368 Einwohner. 1846 wurde die Bahnstrecke Frankfurt am Main–Heidelberg und der Bahnhof Langen (Hessen) eröffnet. 1862 kam der Ort zum Landkreis Offenbach. 1883 wurden ihm mit der Einweihung der Stadtkirche durch Großherzog Ludwig IV. die Stadtrechte verliehen.

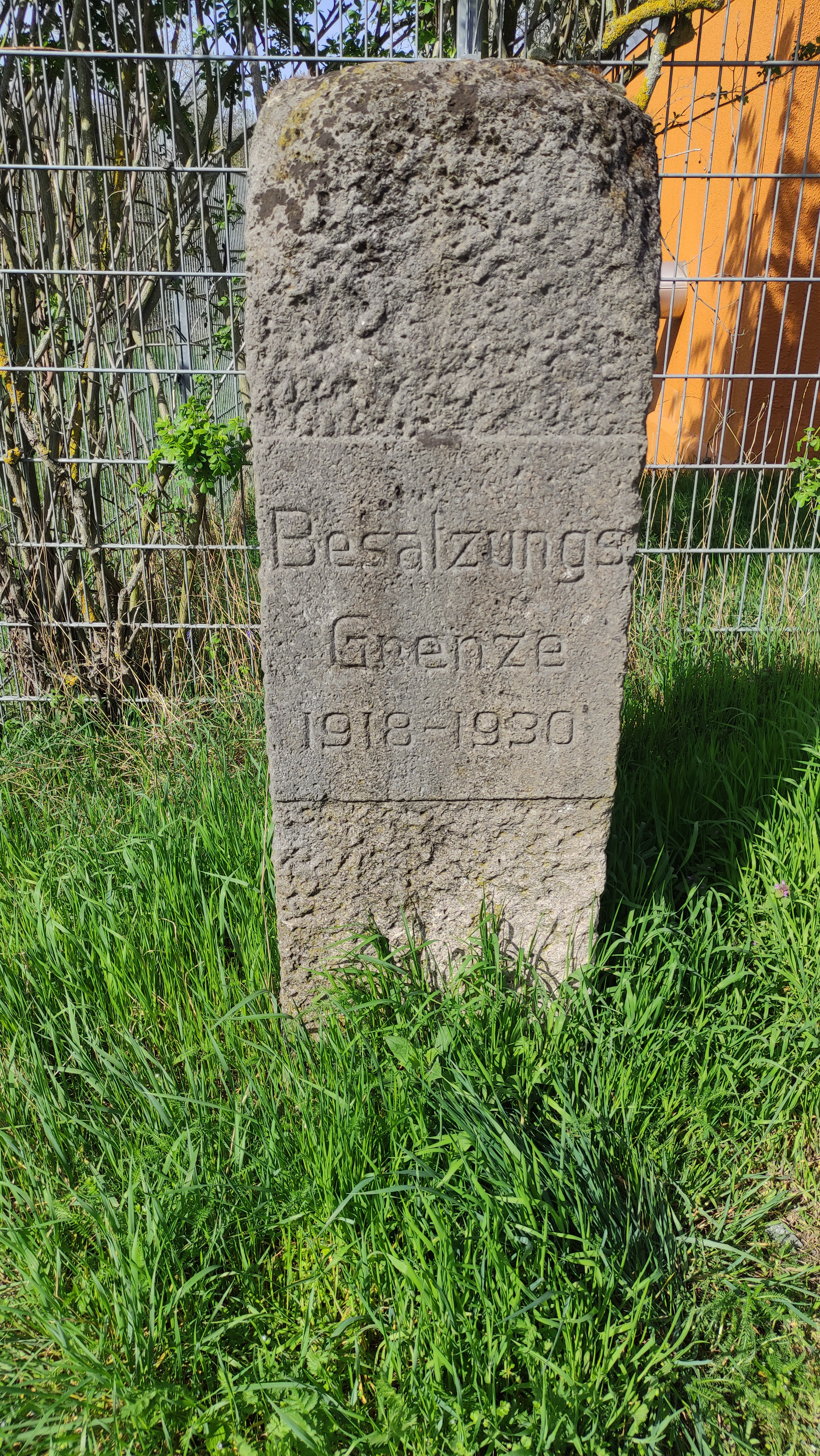
Gedenkstein zur Erinnerung an den Grenzverlauf des Brückenkopfs Mainz in der Gemarkung von Langen

Nach dem Ende des Ersten Weltkrieges war Langen – im Rahmen der Alliierten Rheinlandbesetzung als Teil des Mainzer Brückenkopfes – bis 1930 von französischen Truppen besetzt. Während dieser Zeit wurde Langen zusammen mit den ebenfalls besetzten Gemeinden Buchschlag und Egelsbach aus dem weitgehend unbesetzten Landkreis Offenbach (siehe: Landkreis Offenbach während der Weimarer Republik) aus- und dem zum Besatzungsgebiet gehörenden Landkreis Groß-Gerau angegliedert.
Am 10. November 1938, während der reichsweiten Novemberpogrome, gab der NSDAP-Ortsgruppenleiter von Langen die Anweisung, die jüdische Synagoge in Langen in Brand zu stecken. Anschließend zogen NS-Gewalttäter durch Langen, drangen in Häuser und Wohnungen jüdischer Mitbürger ein, misshandelten diese und demolierten Inventar. Die meisten flüchteten nach Frankfurt, wurden später von dort in Vernichtungslager deportiert und dort ermordet.
Im Zweiten Weltkrieg wurde Langen nicht zerstört. 1959 wurde die Wohnstadt Oberlinden erbaut. Langen blieb während der hessischen Gebietsreform in den 1970er Jahren unverändert.

### Bevölkerungsentwicklung
Die Gründe für den starken Bevölkerungszuwachs im 19. Jahrhundert liegen im Machtverlust der Isenburger Grafen sowie in der Gebietsübernahme durch die hessischen Landgrafen und späteren Großherzöge von Hessen-Darmstadt. Mit der Ernennung Langens 1821 zum großherzoglichen Verwaltungsort kam es in den Gemeinden der Gemarkung Dreieich dazu, dass verstärkt Verkehrswege ausgebaut wurden und so die Erreichbarkeit Langens verbessert wurde. Weiterhin bedeutend für den Bevölkerungszuwachs ist der Bau der Main-Neckar-Bahn ab 1846, bei der Langen als einzige Gemeinde zwischen Frankfurt und Darmstadt einen Bahnhof erhielt. Auch wenn zwei Jahre später die alten Landkreise aufgelöst wurden, blieben in Langen das Amtsgericht und das Finanzamt – und damit die Funktion als Verwaltungsort. 1861 lebten „[…] 54 % der Langener Bürger von der Industrie und vom Handwerk […]“.
Nach dem Zweiten Weltkrieg kam es mit der Errichtung des Stadtteils Oberlinden zu einem starken Anstieg der Bevölkerungszahl (Wohnraum für Heimatvertriebene und Schlesier). In den 1980er und 1990er Jahren kam es zur Schaffung von weiterem Wohnraum im Nordend, in welchem sich das Landesflüchtlingslager befand – mit 1100 Bewohnern das größte Übergangswohnheim für Spätaussiedler in Hessen.
Folgende Einwohnerzahlen sind dokumentiert:
| Jahr | Einwohner | Jahr | Einwohner | Jahr | Einwohner | Jahr | Einwohner |
| ---- | --------- | ---- | --------- | ---- | --------- | ---- | --------- |
| 1804 | 1.477     | 1885 | 4.706     | 1961 | 20.957    | 2014 | 36.058    |
| 1817 | 1.859     | 1890 | 4.827     | 1967 | 29.511    | 2015 | 37.026    |
| 1828 | 2.552     | 1895 | 5.007     | 1983 | 28.500    | 2016 | 37.252    |
| 1834 | 2.368     | 1900 | 5.632     | 1990 | 33.112    | 2017 | 37.527    |
| 1836 | 2.680     | 1905 | 6.309     | 2004 | 35.269    | 2018 | 37.902    |
| 1840 | 2.745     | 1910 | 7.630     | 2005 | 35.156    | 2019 | 38.229    |
| 1846 | 3.083     | 1925 | 7.891     | 2006 | 35.184    | 2020 | 38.524    |
| 1852 | 3.242     | 1933 | 8.613     | 2007 | 35.177    | 2021 | 38.651    |
| 1858 | 3.195     | 1939 | 9.077     | 2008 | 35.260    | 2022 | 37.169    |
| 1861 | 2.985     | 1946 | 12.093    | 2009 | 35.430    | 2023 | 40.351    |
| 1864 | 3.039     | 1950 | 13.351    | 2010 | 35.570    | 2024 | 40.839    |
| 1871 | 3.636     | 1956 | 17.097    | 2011 | 36.031    |      |           |
| 1875 | 4.087     | 1959 | 19.802    | 2012 | 35.644    |      |           |
| 1880 | 4.475     | 1960 | 21.252    | 2013 | 35.845    |      |           |

## Politik

### Stadtverordnetenversammlung
Die Kommunalwahl vom 14. März 2021 lieferte folgendes Ergebnis – in Vergleich dazu frühere Kommunalwahlergebnisse:
| Sitzverteilung in der Stadtverordnetenversammlung 2021Insgesamt 45 Sitze - Linke: 2 - SPD: 7 - Grüne: 11 - WiLa: 2 - FDP: 3 - CDU: 12 - UWFB-FW: 1 - FWG-NEV: 7 | Parteien und Wählergemeinschaften | Parteien und Wählergemeinschaften                                                              | % 2021 | Sitze 2021 | % 2016 | Sitze 2016 | % 2011 | Sitze 2011 | % 2006 | Sitze 2006 | % 2001 | Sitze 2001 |
| Sitzverteilung in der Stadtverordnetenversammlung 2021Insgesamt 45 Sitze - Linke: 2 - SPD: 7 - Grüne: 11 - WiLa: 2 - FDP: 3 - CDU: 12 - UWFB-FW: 1 - FWG-NEV: 7 | CDU                               | Christlich Demokratische Union                                                                 | 25,9   | 12         | 28,1   | 13         | 27,5   | 13         | 35,5   | 16         | 37,9   | 17         |
| Sitzverteilung in der Stadtverordnetenversammlung 2021Insgesamt 45 Sitze - Linke: 2 - SPD: 7 - Grüne: 11 - WiLa: 2 - FDP: 3 - CDU: 12 - UWFB-FW: 1 - FWG-NEV: 7 | SPD                               | Sozialdemokratische Partei Deutschlands                                                        | 15,8   | 7          | 22,9   | 10         | 26,3   | 12         | 31,4   | 14         | 32,0   | 14         |
| Sitzverteilung in der Stadtverordnetenversammlung 2021Insgesamt 45 Sitze - Linke: 2 - SPD: 7 - Grüne: 11 - WiLa: 2 - FDP: 3 - CDU: 12 - UWFB-FW: 1 - FWG-NEV: 7 | GRÜNE                             | Bündnis 90/Die Grünen                                                                          | 25,0   | 11         | 17,0   | 8          | 24,4   | 11         | 14,7   | 7          | 14,7   | 7          |
| Sitzverteilung in der Stadtverordnetenversammlung 2021Insgesamt 45 Sitze - Linke: 2 - SPD: 7 - Grüne: 11 - WiLa: 2 - FDP: 3 - CDU: 12 - UWFB-FW: 1 - FWG-NEV: 7 | FWG-NEV                           | Freie Wählergemeinschaft – Nicht-parteigebundene Einwohner-Vertreter                           | 15,3   | 7          | 14,9   | 7          | 11,6   | 5          | 12,0   | 5          | 9,8    | 4          |
| Sitzverteilung in der Stadtverordnetenversammlung 2021Insgesamt 45 Sitze - Linke: 2 - SPD: 7 - Grüne: 11 - WiLa: 2 - FDP: 3 - CDU: 12 - UWFB-FW: 1 - FWG-NEV: 7 | FDP                               | Freie Demokratische Partei                                                                     | 6,4    | 3          | 7,8    | 3          | 4,2    | 2          | 6,4    | 3          | 5,5    | 3          |
| Sitzverteilung in der Stadtverordnetenversammlung 2021Insgesamt 45 Sitze - Linke: 2 - SPD: 7 - Grüne: 11 - WiLa: 2 - FDP: 3 - CDU: 12 - UWFB-FW: 1 - FWG-NEV: 7 | LINKE                             | Die Linke                                                                                      | 5,0    | 2          | 4,4    | 2          | 3,0    | 1          | —      | —          | —      | —          |
| Sitzverteilung in der Stadtverordnetenversammlung 2021Insgesamt 45 Sitze - Linke: 2 - SPD: 7 - Grüne: 11 - WiLa: 2 - FDP: 3 - CDU: 12 - UWFB-FW: 1 - FWG-NEV: 7 | UWFB/FW                           | Unabhängige Wählervereinigung zur Förderung der Bürgermeister- und Kommunalwahlen/Freie Wähler | 2,8    | 1          | 4,9    | 2          | 3,0    | 1          | —      | —          | —      | —          |
| Sitzverteilung in der Stadtverordnetenversammlung 2021Insgesamt 45 Sitze - Linke: 2 - SPD: 7 - Grüne: 11 - WiLa: 2 - FDP: 3 - CDU: 12 - UWFB-FW: 1 - FWG-NEV: 7 | WiLa                              | Wählerinitiative Langen                                                                        | 3,8    | 2          | —      | —          | —      | —          | —      | —          | —      | —          |
| Sitzverteilung in der Stadtverordnetenversammlung 2021Insgesamt 45 Sitze - Linke: 2 - SPD: 7 - Grüne: 11 - WiLa: 2 - FDP: 3 - CDU: 12 - UWFB-FW: 1 - FWG-NEV: 7 | Gesamt                            | Gesamt                                                                                         | 100    | 45         | 100    | 45         | 100    | 45         | 100    | 45         | 100    | 45         |
| Sitzverteilung in der Stadtverordnetenversammlung 2021Insgesamt 45 Sitze - Linke: 2 - SPD: 7 - Grüne: 11 - WiLa: 2 - FDP: 3 - CDU: 12 - UWFB-FW: 1 - FWG-NEV: 7 | Wahlbeteiligung                   | Wahlbeteiligung                                                                                | 44,1 % | 44,1 %     | 41,2 % | 41,2 %     | 39,9 % | 39,9 %     | 37,3 % | 37,3 %     | 46,2 % | 46,2 %     |

### Bürgermeister und Magistrat

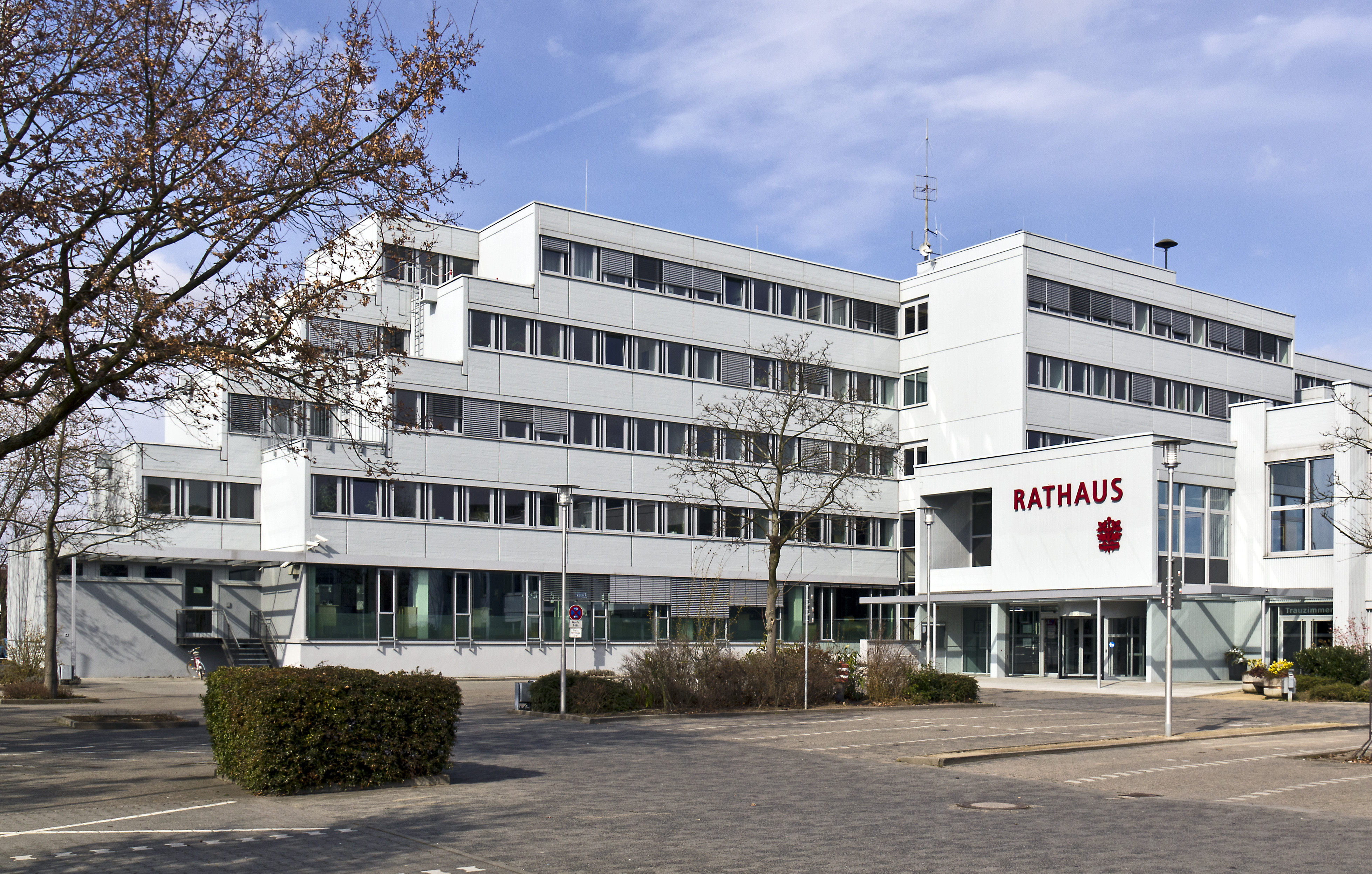
Das neue Rathaus in Langen

Nach der hessischen Kommunalverfassung wird der Bürgermeister für eine sechsjährige Amtszeit gewählt, seit dem Jahr 1993 in einer Direktwahl, und ist Vorsitzender des Magistrats, dem in der Stadt Langen neben dem Bürgermeister hauptamtlich ein Erster Stadtrat und ehrenamtlich acht weitere Stadträte angehören. Bürgermeister ist seit dem 1. Juli 2020 der parteiunabhängig angetretene, aber der CDU angehörende, Jan Werner. Er wurde als Nachfolger von Frieder Gebhardt (SPD), der nach zwei Amtszeiten in den Ruhestand treten wollte und gegen den er zweimal erfolglos kandidiert hatte, am 15. März 2020 in einer Stichwahl gegen den Ersten Stadtrat Stefan Löbig (Grüne) bei 40,3 Prozent Wahlbeteiligung mit 58,9 Prozent der Stimmen gewählt.
Amtszeiten der Bürgermeister
- 2020-2026 Jan Werner (CDU)[47]
- 2008–2020 Frieder Gebhardt (SPD)[48]
- 1990–2008 Dieter Pitthan (SPD)
- 1966–1990 Hans Kreiling (SPD)
- 1948–1966 Wilhelm Umbach (SPD)
- 1946–1948 Johannes Steitz (SPD)
- 1945–1946 Christoph Zellhöfer (SPD) (kommissarisch)
- 1945-1945 Wilhelm Umbach (kommissarisch)
- 1933–1945 Heinrich Göckel (NSDAP)
- 1920–1933 Georg Zimmer (SPD)[52]
- 1918–1920 Friedrich Munz, Beigeordneter (kommissarisch)[53]
- 1915–1918 Wilhelm Oppermann, Beigeordneter (kommissarisch)[53]
- 1894–1915 Johann Peter Metzger (bürgerliches Lager)[54]
- 1877–1894 Heinrich Ludwig (Louis) Dröll
- 1862–1877 Konrad Werner (Landwirt)[53]
- 1849–1862 Carl Thon[55]
- 1848–1849 Johannes Werner, Beigeordneter (kommissarisch)[55]
- 1842–1848 Johann Jacob Dröll (Lehrer)[55]
- 1836–1842 Georg Heinrich Dröll (Metzger)[55]
- 1825–1836 Philipp (Metzger)[55]
- 1822–1824 Johannes Keim (Gastwirt)[55]
- 1810–1821 Jakob Thon[55]

Erster (ehrenamtlicher) Bürgermeister nach Einführung der Amtsbezeichnung am 9. Juli 1821 durch die Hessische Gemeindeordnung im Großherzogtum Hessen war der zuvor seit 1810 als Oberschultheiß amtierende Jakob Thon. Erster hauptamtlicher Bürgermeister war ab 1894 Johann Peter Metzger. Der letzte demokratisch gewählte Bürgermeister vor der Amtsenthebung durch die Nationalsozialisten war der Gewerkschaftssekretär Georg Zimmer (SPD). Dieser war am 18. Januar 1920 mit einer Mehrheit von 90,9 % von der Bevölkerung direkt gewählt worden. Während der NS-Zeit übte Heinrich Göckel das Bürgermeisteramt aus. Vom 26. März bis zum 30. September 1945 waren Wilhelm Umbach und vom 1. Oktober bis zum 29. März 1946 Christoph Zellhöfer (beide SPD) für kurze Zeit von der US-Militäradministration kommissarisch zum Bürgermeister bestimmt worden. Johannes Steitz wurde nach der Kommunalwahl 1946 als erster Bürgermeister nach dem Krieg von den Stadtverordneten demokratisch gewählt.
Magistrat
Der Magistrat ist als Kollegialorgan die Verwaltungsbehörde der Stadt. Er besteht aus dem Bürgermeister als Vorsitzenden, dem Ersten Stadtrat und weiteren Stadträten. In der Praxis besteht die weit überwiegende Mehrheit des Magistrats aus ehrenamtlichen Mitgliedern. Die Zahl der hauptamtlichen Stadträte darf die der ehrenamtlichen jedenfalls nicht übersteigen.
Der Magistrat besorgt die laufende Verwaltung und wird von den Bediensteten der Stadt unterstützt. Diese stellt er ein, befördert und entlässt sie. Er trifft die Entscheidungen zu laufenden Verwaltungsangelegenheiten, bereitet gemeinsam mit der Verwaltung die Beschlüsse der Stadtverordnetenversammlung vor und führt diese aus. Er wirkt mit bei der Ausführung der Gesetze und Verordnungen innerhalb der Stadt, bei der Verwaltung des Vermögens, bei der Erstellung des Haushaltsplanes sowie bei der Überwachung des Kassen- und Rechnungswesens. Auch die Wahrung der Bürgerinteressen ist seine Aufgabe. Er tagt unter Vorsitz des Bürgermeisters in nicht-öffentlichen Sitzungen. An den Sitzungen der Stadtverordnetenversammlung nimmt der Magistrat ohne Stimmrecht teil.
Die ehrenamtlichen Stadträte werden von der Stadtverordnetenversammlung in oder bald nach der konstituierenden Sitzung für die fünfjährige Wahlperiode bis zur nächsten Kommunalwahl in den Magistrat gewählt. Für die Dauer ihrer Wahlzeit werden sie zu Ehrenbeamten ernannt und können zwar zurücktreten, aber im Gegensatz zu hauptamtlichen Magistratsmitgliedern nicht abgewählt werden. Die Stärke der in der Stadtverordnetenversammlung vertretenen Fraktionen spiegelt sich grundsätzlich in der Zusammensetzung des ehrenamtlichen Magistrats wider.
Hauptamtliche Stadträte werden von der Stadtverordnetenversammlung auf die Dauer von sechs Jahren als Wahlbeamte gewählt. In der Stadt Langen gibt es zwei hauptamtliche Magistratsmitglieder: Bürgermeister Jan Werner (CDU) und Erster Stadtrat Stefan Löbig (Grüne), seit dem 1. Juli 2014 im Amt und bis 31. Dezember 2026 wiedergewählt. Nach dem Geschäftsverteilungsplan des Bürgermeisters sind beide als Dezernenten jeweils für einen Teil der Ämter und Fachbereiche der Stadtverwaltung zuständig.
Amtszeiten der Ersten Stadträte
- 2014–2026 Stefan Löbig (Grüne)[59]
- 1990–2014 Klaus-Dieter Schneider (CDU, 2002 ausgetreten)
- 1989–1990 Dieter Pitthan (SPD) (war ab 1. Juli Bürgermeister)[60]
- 1983–30.09.1989 Uwe Zenske (CDU)
- 1960–03.1983 Karl-Heinz Liebe (SPD)
- 1956–1960 Johannes Steitz (SPD)
- 1952–1956 Wilhelm Kömpel (SPD)[61]
- 1948–1952 Wilhelm Herth („stellv. vorsitzendes Mitglied“)

### Städtepartnerschaften
|  | mit                  | in                     | seit |
|  | -------------------- | ---------------------- | ---- |
|  | Romorantin-Lanthenay | Frankreich             | 1968 |
|  | Long Eaton           | Vereinigtes Königreich | 1970 |
|  | Tarsus               | Türkei                 | 1991 |
|  | Aranda de Duero      | Spanien                | 2006 |

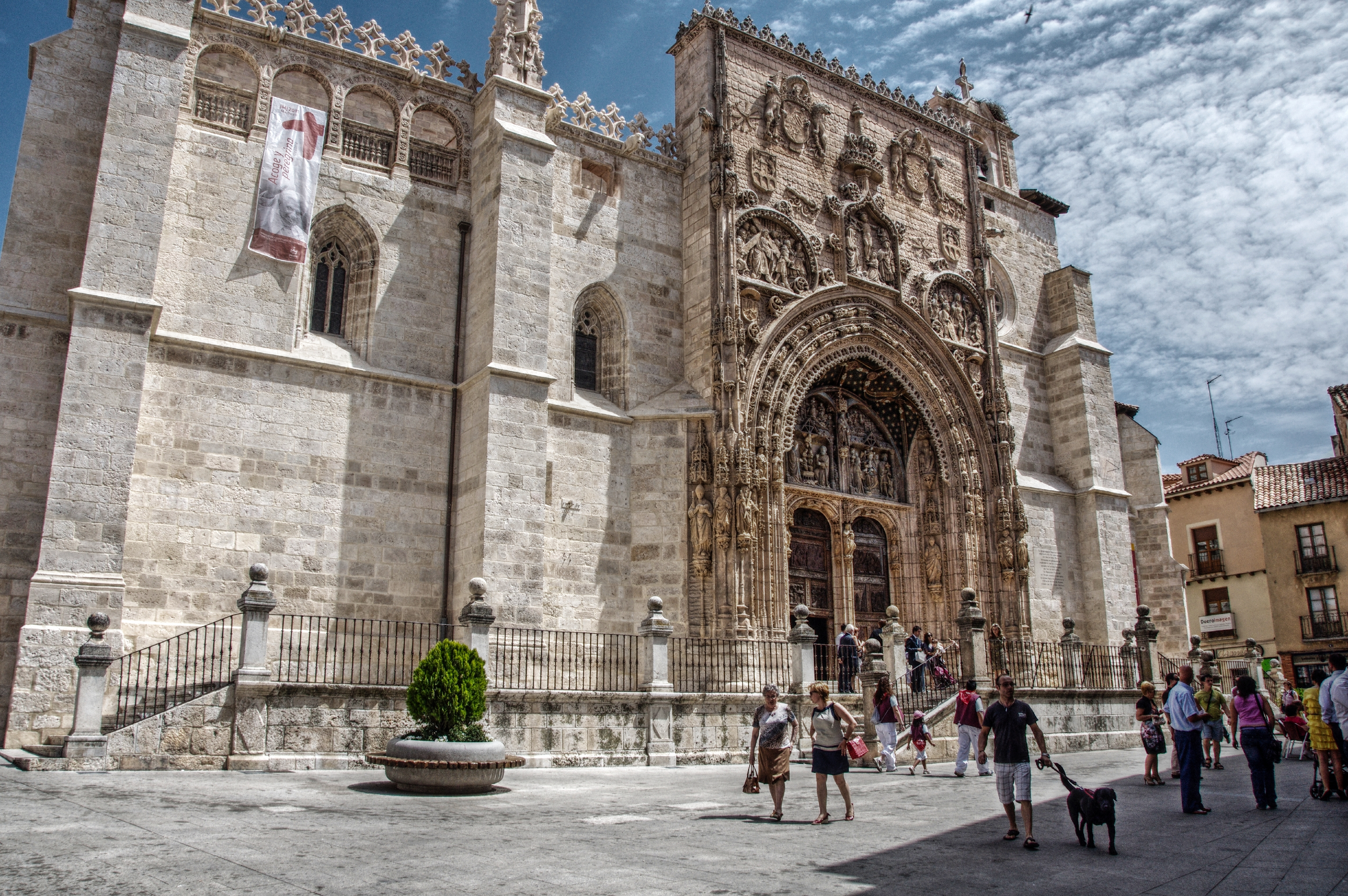
Aranda de Duero

Zudem bestehen Schulpartnerschaften zwischen der Dreieichschule und dem Lycée Agricole in Château-Salins und der Oregon High School in Oregon in Wisconsin.

### Wappen und Flagge
Wappen

Blasonierung: „In Gold ein grüner Eichenzweig mit drei roten Eicheln, unten überdeckt mit einem gestummelten schwarzen Ast.“
Das Wappen der Stadt Langen wurde am 15. Juni 1959 durch den hessischen Innenminister genehmigt. Der Bad Nauheimer Heraldiker Heinz Ritt hat es gestaltet.
Das Wappen basiert auf einem Siegel aus dem Jahre 1622, als Langen sich im Wildbann Dreieich und damit in kaiserlichem Besitz befand. Der horizontale Ast ist ein lokales Symbol, um das Wappen von anderen lokalen Wappen zu unterscheiden. Vor 1959 waren die Farben offiziell nicht festgelegt, so dass bis dahin verschiedene Kombinationen vorkamen.
Fahne
Die Fahne wurde, gemeinsam mit dem Wappen, am 15. Juni 1959 vom hessischen Innenminister genehmigt und wird wie folgt beschrieben:
„Auf der breiten, weißen Mittelbahn des rot-weiß-roten Flaggentuches das Gemeindewappen.“

## Religionen
In Langen gibt es eine evangelische Gemeinde (mit den Pastoralbezirken Stadtkirche, Petrus-, Johannes- und Martin-Luther-Kirche) und die katholische Pfarrei „Heilige Familie“ (mit den Kirchen Liebfrauen, Albertus Magnus und Thomas von Aquin). Daneben existieren drei Freikirchen (die Freie Christengemeinde Langen e. V., die Freie evangelische Gemeinde und die Internationale Jesus-Gemeinde e. V.), außerdem eine Neuapostolische Kirche, eine mormonische Gemeinschaft sowie eine Ahmadiyya Muslim-Gemeinde, die Türkisch-Islamische Gemeinde Langen e. V. und eine Bahá'í-Gemeinde.
Seit dem Novemberpogrom 1938 gibt es keine jüdische Gemeinde mehr in Langen. Am 10. November 1938 war die Synagoge in der Dieburger Straße von Nationalsozialisten niedergebrannt worden. Heute steht an dieser Stelle ein Denkmal mit einer Gedenkplatte und den Resten der ehemaligen Mikwe (jüdisches Tauchbad).
Mit Stand Jahresende 2024 waren 17,2 % der Einwohner Mitglied der evangelische Kirche und 17,4 % waren Mitglieder der katholische Kirche. Eine zweidrittel Mehrheit war Konfessionslos oder gehörte einer anderen Glaubensgemeinschaft an.

## Sehenswürdigkeiten, Kultur und Sport

### Kirchbauten
Der Turm der evangelischen Stadtkirche prägt das Bild der Langener Altstadt. Das im neugotischen Stil errichtete Gebäude wurde 1883 eingeweiht. Der Entwurf stammt vom Architekten Johann Christian Horst. 1959 wurde der Innenraum der Kirche verändert. Seit 1997 erstrahlt das Kirchenschiff wieder in der alten neugotischen Farbenpracht. 2015 wurden Pläne zur Neugestaltung von vier Buntglasfenstern im Querschiff der Kirche präsentiert. Die Entwürfe des Langener Glaskünstlers Johannes Schreiter, der zuvor bereits zwei Fenster im Eingangsbereich gestaltet hatte, sollten diejenigen aus dem Jahre 1959 ersetzen.

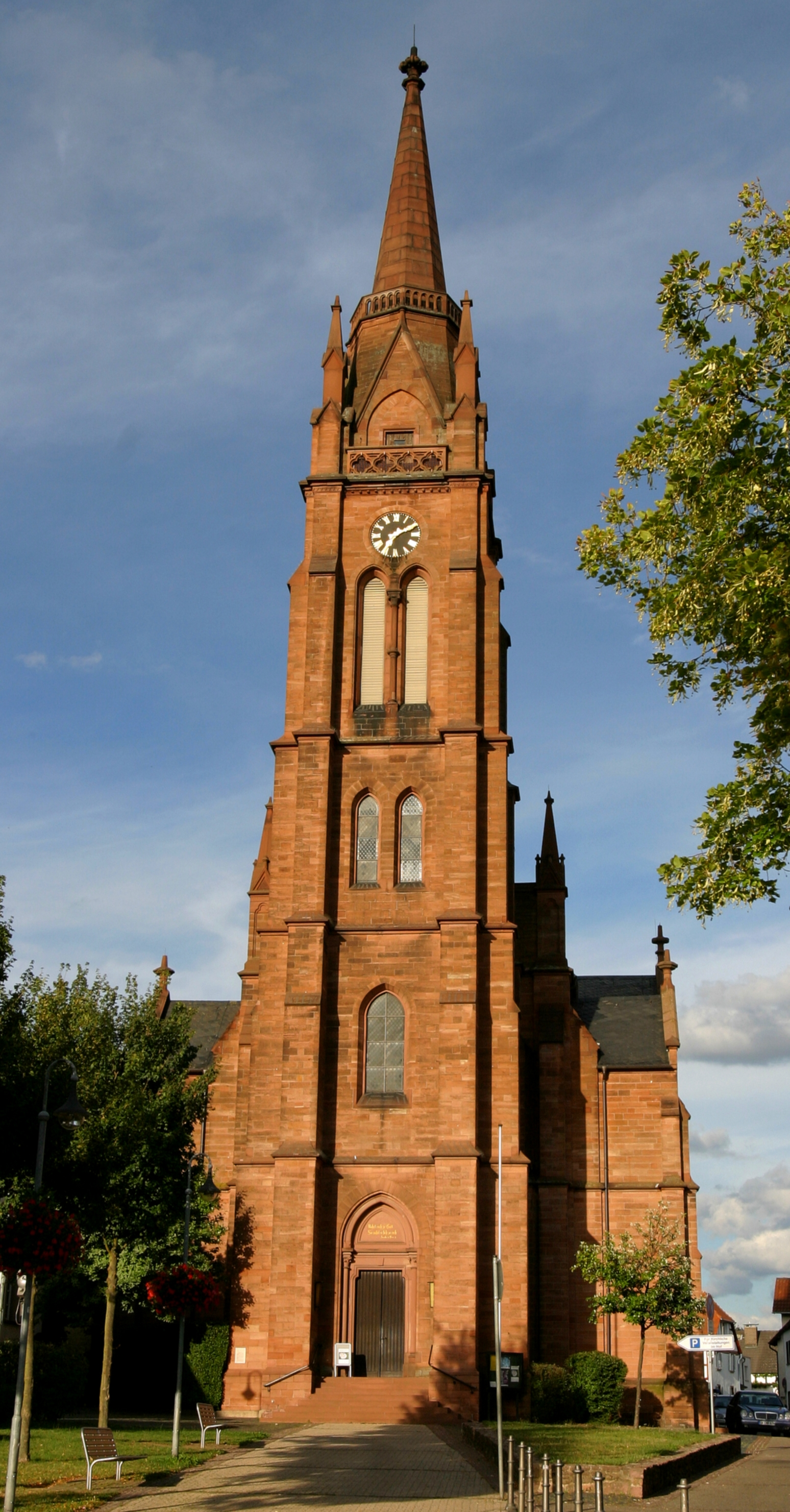
Evangelische Stadtkirche
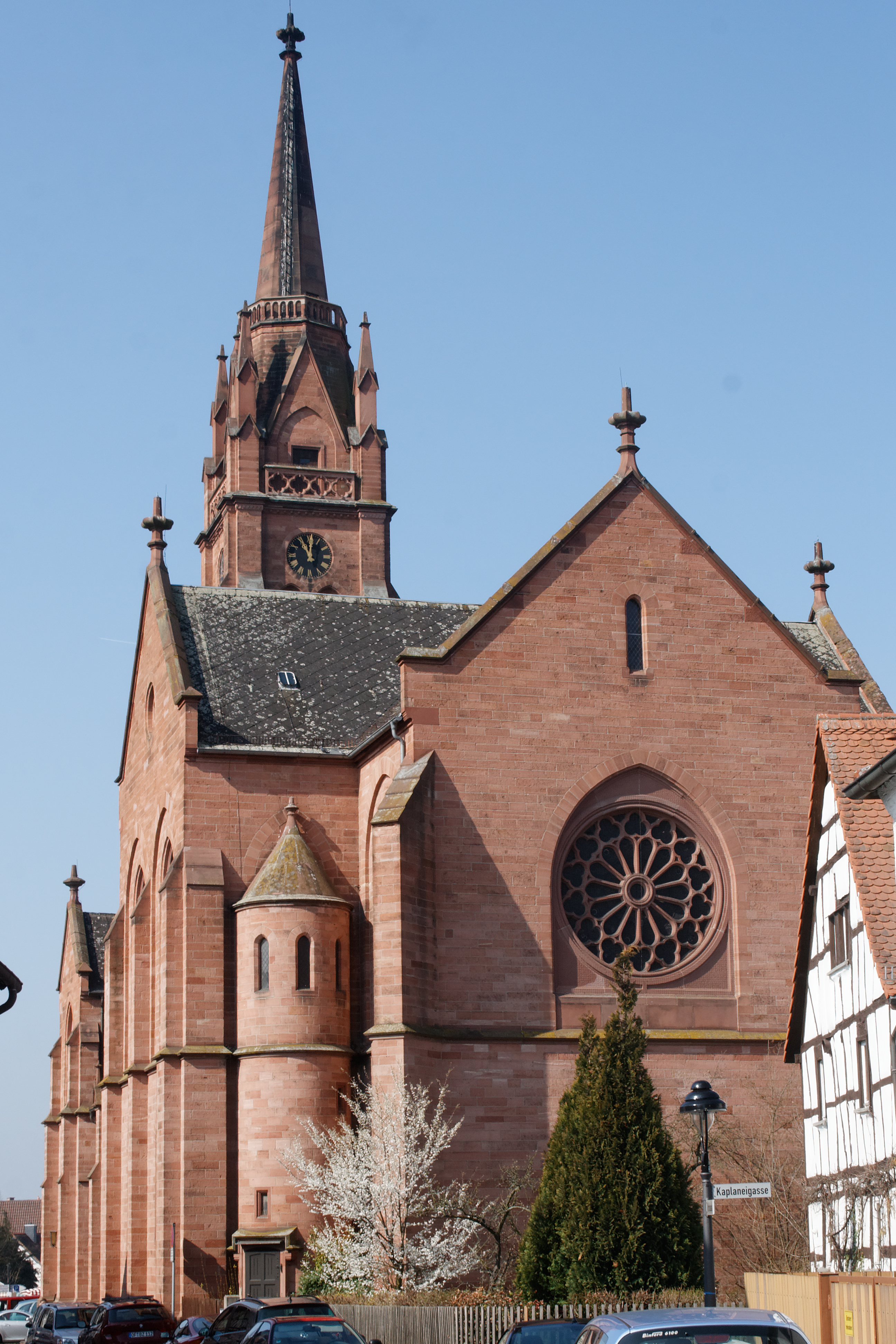
Evangelische Stadtkirche
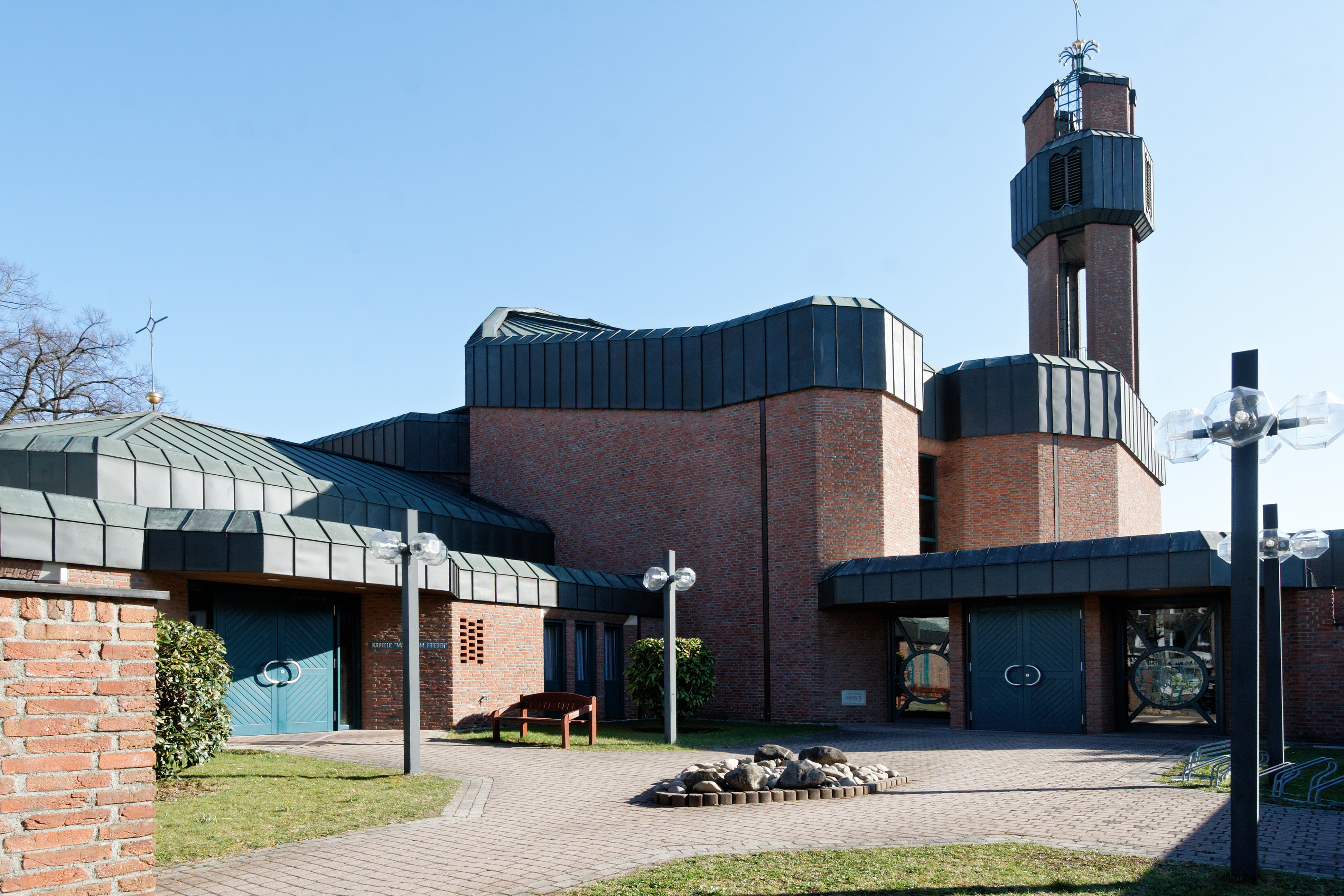
Albertus-Magnus-Kirche
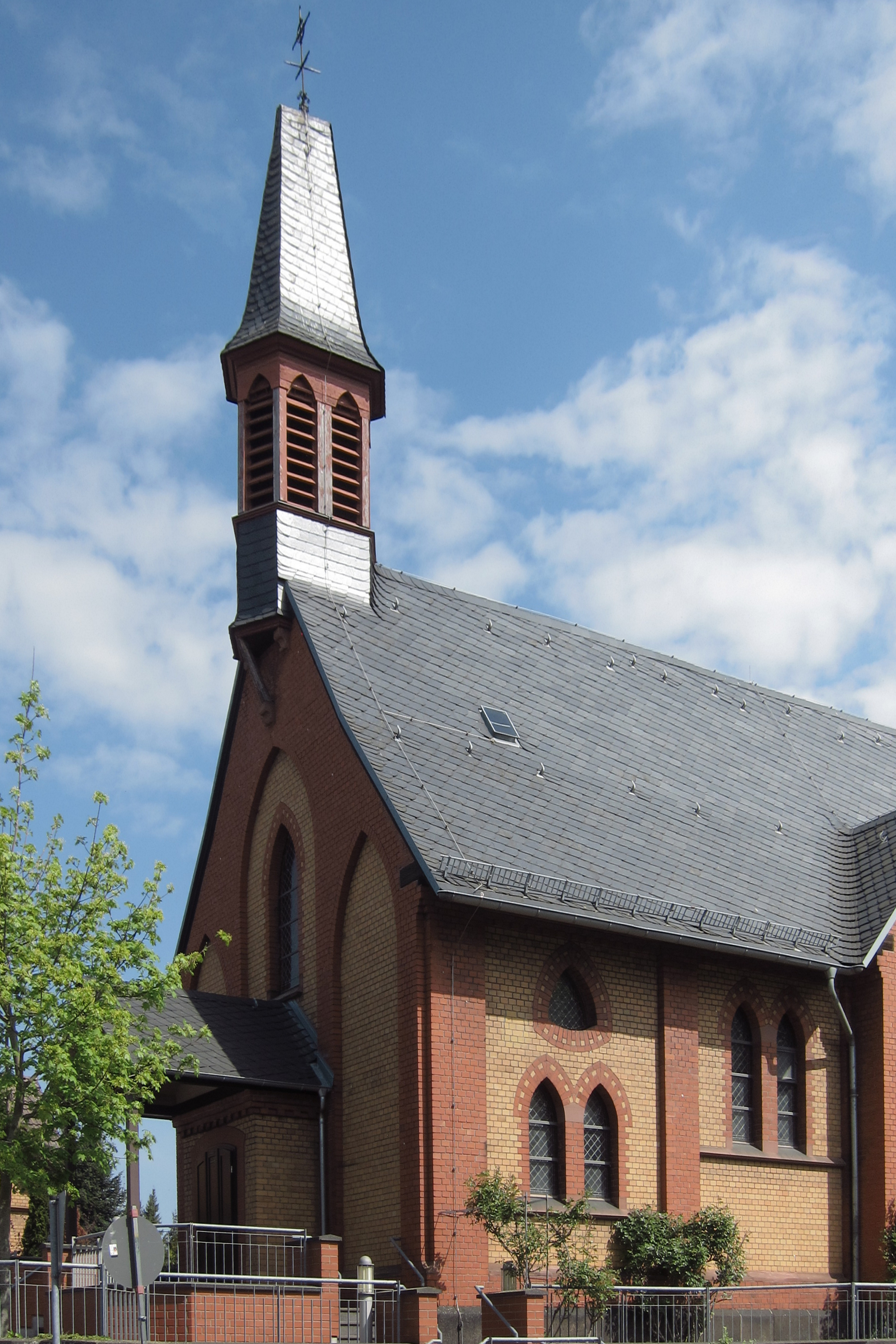
Katholische Liebfrauenkirche

Im Verlauf des 20. Jahrhunderts kamen evangelische und katholische Kirchenbauten hinzu: Die Katholiken erhielten 1893 in damaliger Ortsrandlage an der Frankfurter Straße durch den Mainzer Dombaumeister Joseph H. Lucas eine Marienkapelle (Liebfrauenkirche). Nach 1945 wuchs die Zahl der Katholiken durch Flüchtlinge und Zuzüge sprunghaft an, so dass man 1956 in der Bahnstraße, wo bereits 1926 das evangelische Gemeindehaus mit Kirchsaal (die heutige Petrusgemeinde) entstanden war, die erste Albertus-Magnus-Kirche einweihen konnte. Im März 1979 musste sie baupolizeilich geschlossen werden, da die Betonbinder schadhaft waren und der gesamte Bau als einsturzgefährdet eingestuft wurde. Im November desselben Jahres erfolgte der Abriss und von 1983 bis 1985 entstand, nach Entwürfen des Architekten Johannes W. M. Kepser, die zweite Albertus-Magnus-Kirche. Diesmal ein Pfarrzentrum mit Kirche, Turm, Gemeindesaal, Gruppenräumen, Jugendheim und Kindertagesstätte. Im Kirchenraum gibt es Glasfenster von Georg Meistermann und Johannes Schreiter.
In der „Wohnstadt Oberlinden“ wurde 1963 die evangelische Martin-Luther-Kirche (Entwurf des Architekten Hans Georg Heimel) und 1968 die katholische Thomas-von-Aquin-Kirche (Entwurf der Architekten Horst Römer und Helmut Baumgart) eingeweiht.

### Vierröhrenbrunnen
Der Vierröhrenbrunnen ist ein Wahrzeichen Langens. Er wurde in Annäherung (2√2−1)/3 ≈ 0,609 an den Goldenen Schnitt (√5−1)/2 ≈ 0,618 entworfen. Der Löwe kam erst 1599 auf den Brunnenschaft, als Zeichen dafür, dass Langen nun unter hessischer Herrschaft stand. Dort, wo die Röhren angebracht sind, stellen Fratzenköpfe die vier Temperamente dar: der Löwe den Choleriker, der Affe den Sanguiniker, das Lamm den Phlegmatiker und der Bär den Melancholiker. An der Westseite des Brunnens findet sich das Stadtwappen. Eine Kopie des Vierröhrenbrunnens befindet sich im Freilichtmuseum Hessenpark.

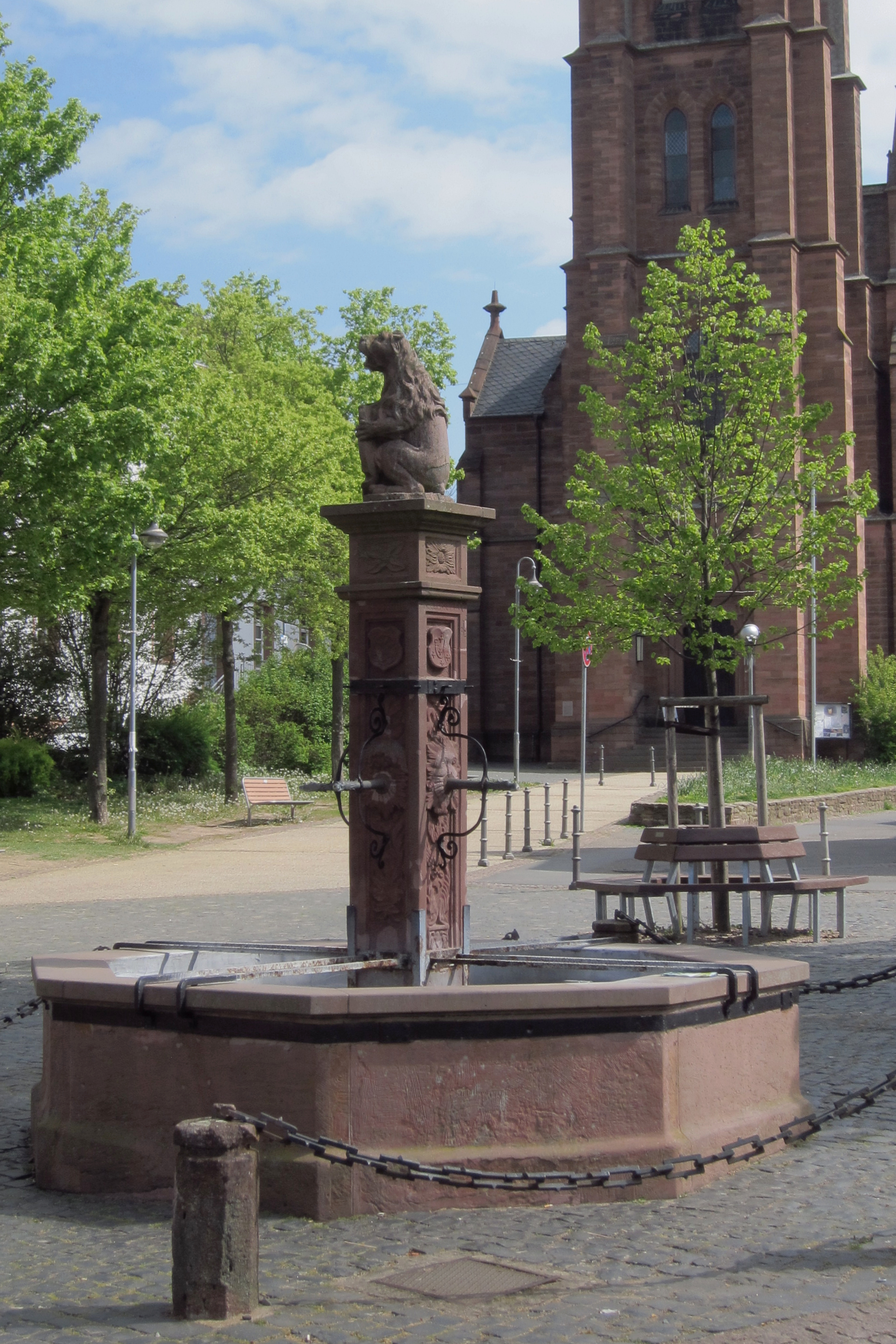
Vierröhrenbrunnen
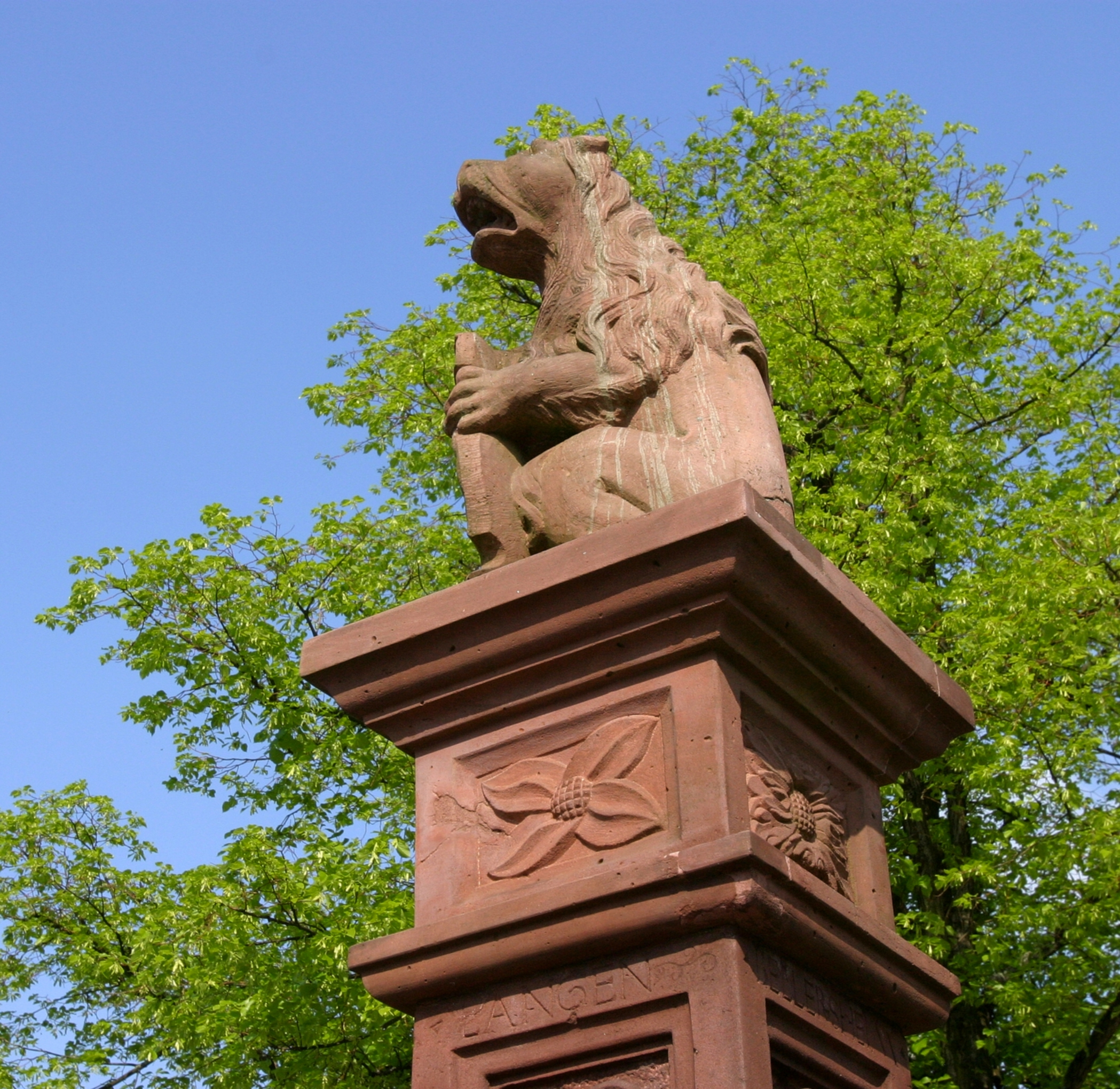
Löwe auf dem Langener Vierröhrenbrunnen
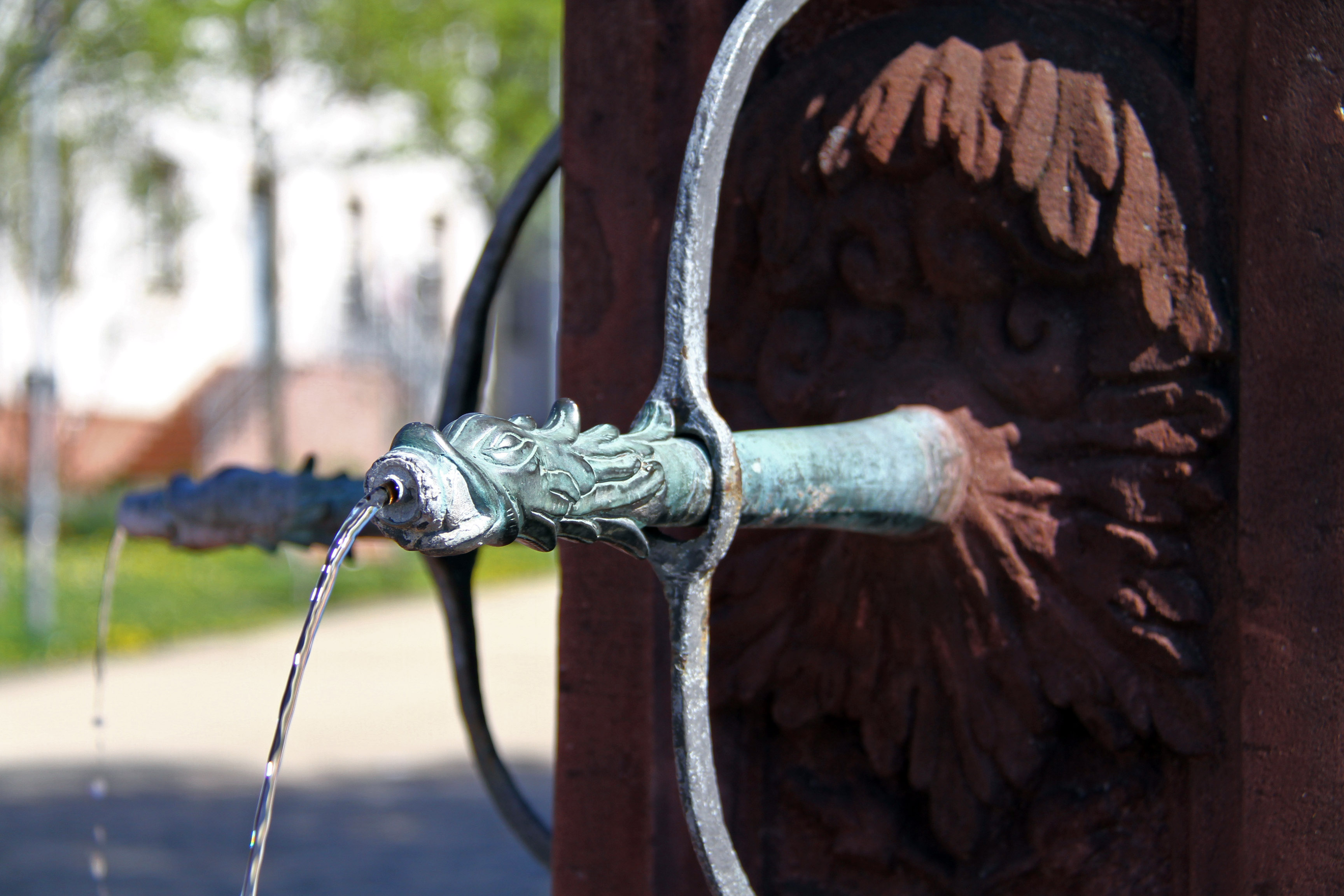
Vierröhrenbrunnen
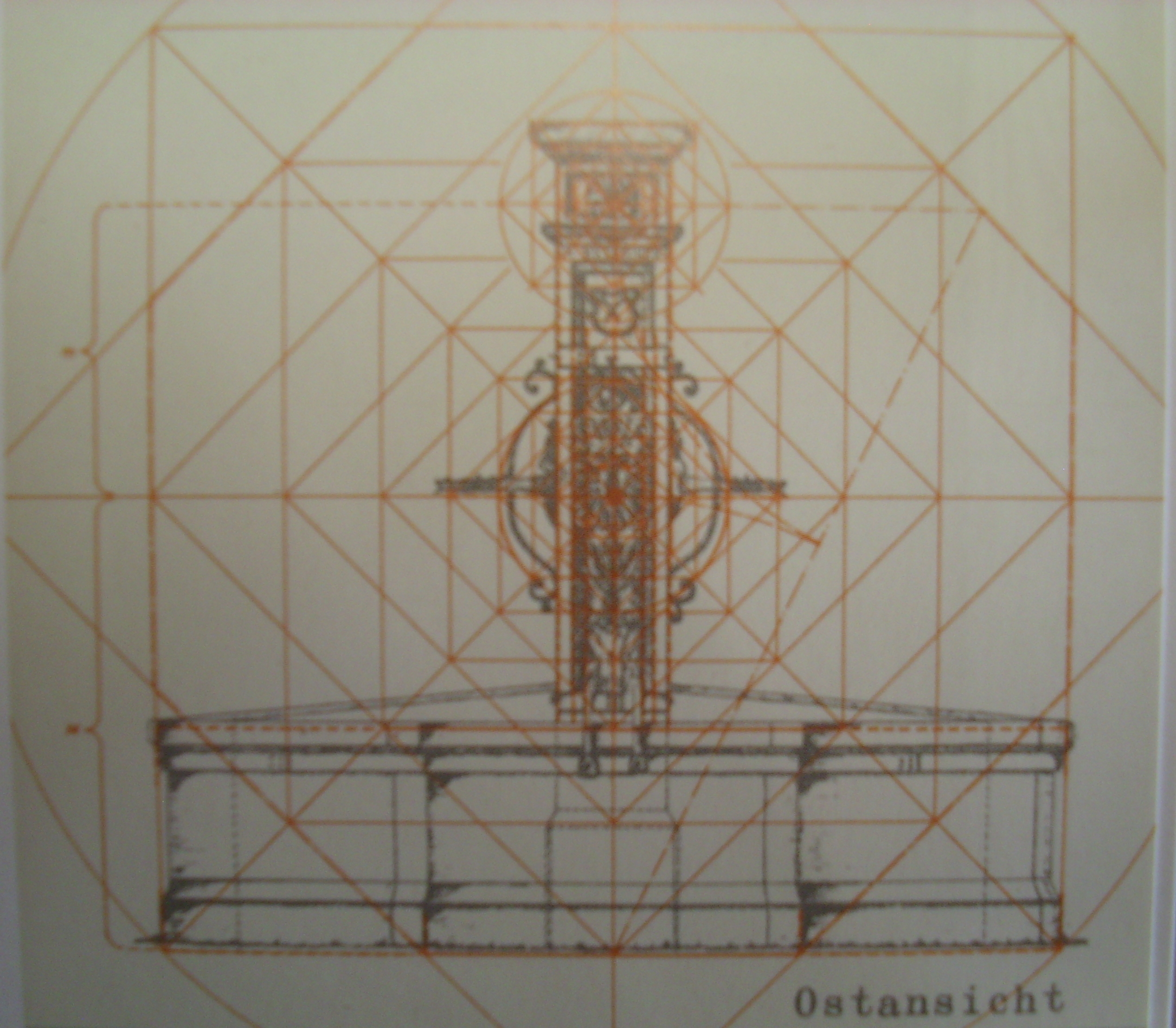
Goldener Schnitt im Entwurf
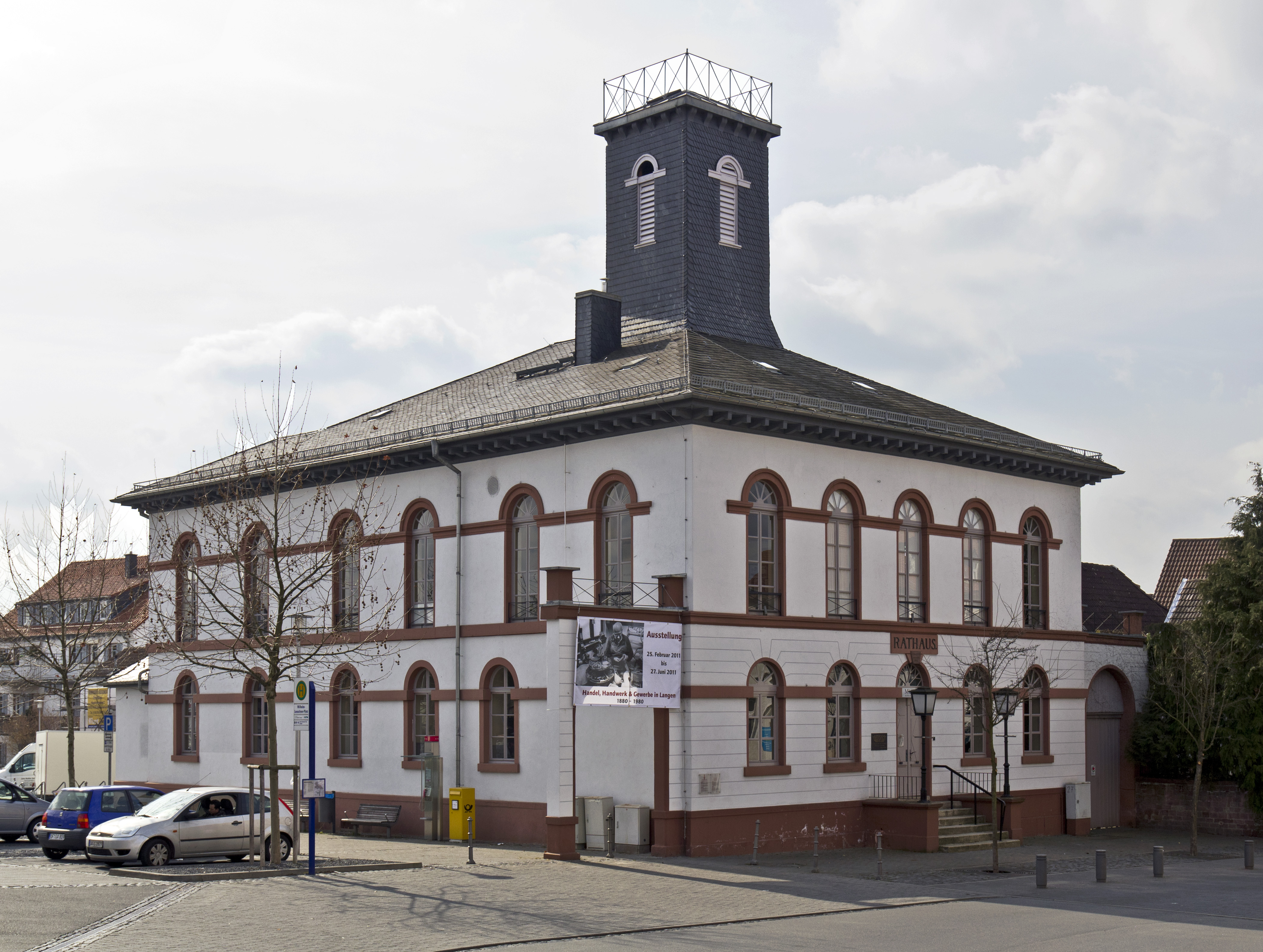
Das alte Rathaus, heute ein Museum

### Altes Rathaus/Heimatmuseum
Das alte Rathaus befindet sich auf dem Gelände des ehemaligen Gasthauses „Zum Stern“. Es wurde 1826 im klassizistischen Stil erbaut. Heute befindet sich dort das Langener Heimatmuseum. Der ehemalige Ratssaal wird für offizielle Veranstaltungen, aber auch für Trauungen genutzt. Hauptattraktion ist die umfangreiche Gemäldesammlung des spätimpressionistischen Malers Hermann Bahner. Schräg gegenüber stößt man auf das Scherer-Gelände, wo ehemals das Gasthaus „Zur Sonne“ stand, in dem sich 1774 Goethe und Johann Heinrich Merck trafen.
1774 schrieb Johann Wolfgang (von) Goethe an Charlotte Kestner geb. Buff aus Wetzlar über dieses Ereignis: „Hier sitze ich nun in Langen zwischen Franckfurt und Darmstadt, erwarte Merken, den ich hierher beschieden habe…“ Von der Gaststube aus konnte er die Fahrgasse entlang bis zur großen Pforte blicken, durch die Johann Heinrich Merck aus Darmstadt nach etwa dreistündigem Fußmarsch kommen musste.

### Stadthallen-Komplex

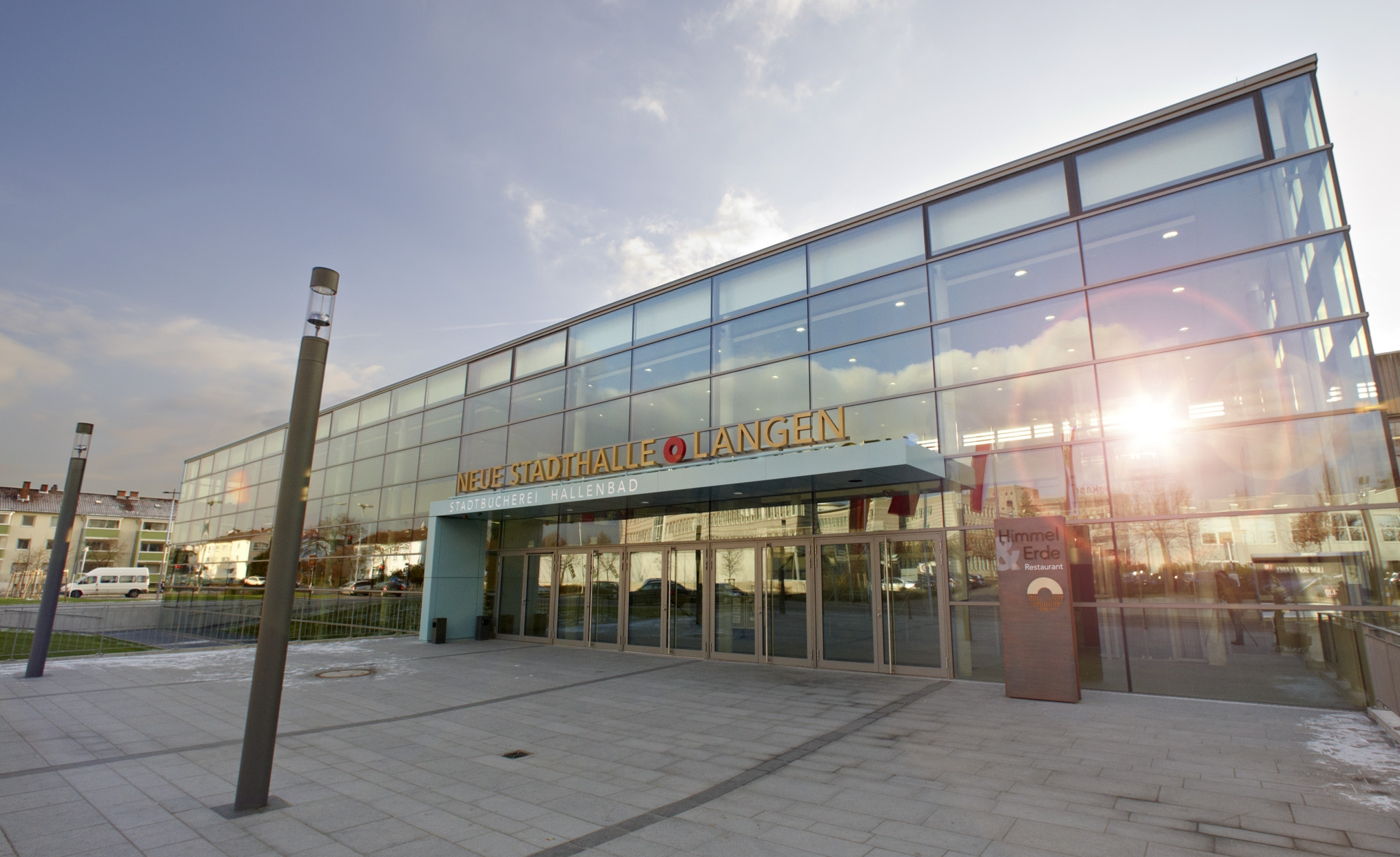
Neue Stadthalle Langen

In der Neuen Stadthalle finden viele Veranstaltungen (Konzerte, Empfänge, Feierlichkeiten und Messen) statt. Diese hat eine etwa 180 m² große Bühne. Der große Saal bietet Platz für über 800 Besucher. Im Untergeschoss befinden sich diverse Tagungsräume und die städtische Sammlung für zeitgenössische Glasmalerei. Im oberen Teil des Stadthallen-Komplexes findet man neben der Stadtbücherei und dem Hallenbad mit Sprungbecken und 50-Meter-Schwimmbahn auch das Restaurant „Prime Cut“.

### Schloss Wolfsgarten
Am Stadtrand von Langen befindet sich das ehemalige Jagdschloss Wolfsgarten (erbaut 1722–1724), welches sich im Besitz des Hauses Hessen bzw. der Hessischen Hausstiftung befindet. Es ist nur an wenigen Tagen im Jahr für die Öffentlichkeit zugänglich.

### Das Ebbelwoifest
Überregional bekannt ist das Langener Ebbelwoifest, zu dem jährlich am vorletzten Juni-Wochenende zehntausende Besucher in die Stadt kommen. Für das viertägige Fest wird eine Hauptverbindungsstraße (Fahrgasse, ehemalige B 3) zugunsten von Verkaufsständen und Fahrgeschäften gesperrt. Es hat seinen Ursprung im Jahre 1974, als der Verkehrs- und Verschönerungs-Verein 1877 Langen e. V. ein Heimatfest rund um den Vierröhrenbrunnen anregte und organisierte. Seitdem fließt der Apfelwein an den Festtagen aus dem Vierröhrenbrunnen.

### Der Langener Markt
Am ersten Sonntag im September veranstaltet der Gewerbeverein 1877 Langen e. V. regelmäßig den Langener Markt, einen verkaufsoffenen Sonntag mit angeschlossenem Vereinsfest in der Innenstadt, wo es diverse musikalische, sportliche und sonstige Darbietungen gibt. Der Langener Markt, für den die Innenstadt (Bahnstraße, Lutherplatz) gesperrt wird, ist ein Publikumsmagnet, der zehntausende Besucher aus der Umgebung anlockt.

### Freizeitmöglichkeiten

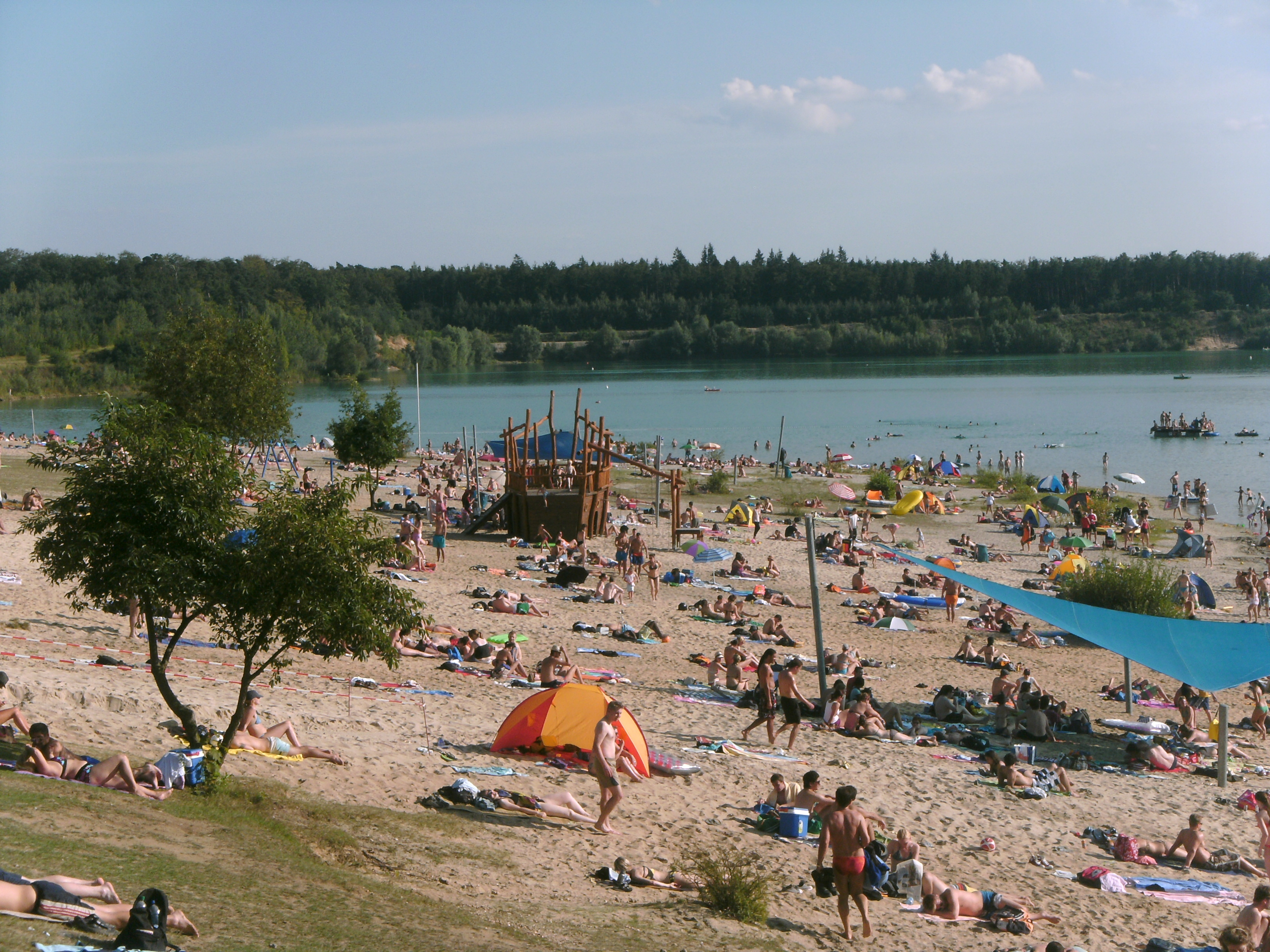
Blick auf den Badestrand im Strandbad Langener Waldsee

Die Stadt Langen verfügt über ein großes Bäderangebot und nennt sich deshalb stolz „die Drei-Bäder-Stadt“. Neben einem Freizeit- und Familienbad mit großem Außengelände und angrenzender Rollsportbahn gibt es das Hallenbad und den Langener Waldsee. Dort befindet sich ein Strandbad mit 900 Meter langem Sandstrand und FKK-Bereich. Mehrere Segel- und Angelvereine sowie ein Surfclub sind dort ansässig. Seit 2002 startet dort jährlich der Schwimmwettbewerb des Ironman European Championship Triathlon mit rund 2000 Teilnehmern. Am östlichen Ortsrand befindet sich der Paddelteich.
Viele Sportarten werden durch die Angebote des Turnvereins Langen, des 1. FC Langen (1903 gegründeter Fußballverein) und des Kraftsportvereins Langen (KSV) abgedeckt. Zudem existiert die 1889 gegründete Sport- und Sänger-Gemeinschaft Langen.
Die zurzeit erfolgreichste Sportmannschaft sind die Rhein-Main Baskets, eine Spielgemeinschaft der Basketballerinnen des TV 1862 Langen und des TV Hofheim. Die Langener Damen spielten mehrere Jahre in der 1. Damen-Basketball-Bundesliga. Die Basketball-Herrenmannschaft des TV Langen, die mehrere Jahre in der 2. Bundesliga spielte, ist in der Saison 2015/2016 in die Regionalliga abgestiegen. Alle Heimspiele werden in der Georg-Sehring-Halle ausgetragen.
Seit 1985 existiert das Basketball Teilzeit-Internat in Langen – nach eigenen Angaben „Deutschlands erstes Teilzeit-Internat im Mannschaftssport“.
2021 hatte sich Langen als Host Town für die Gestaltung eines viertägigen Programms für eine internationale Delegation der Special Olympics World Summer Games 2023 in Berlin beworben. 2022 war die Stadt als Gastgeberin für Special Olympics Antigua und Barbuda ausgewählt worden. Vier Athletinnen und Athleten von Special Olympics Antigua und Barbuda nahmen an den Spielen teil. Damit wurde Langen Teil des größten kommunalen Inklusionsprojekts in der Geschichte der Bundesrepublik mit mehr als 200 Host Towns.
Langen verfügt über ein reiches kulturelles Leben, zu dem etliche Orchester und Musikgruppen gehören. Zu den wichtigsten zählen der Orchesterverein Langen, der Konzertchor der SSG, das Blasorchester des TV 1862 Langen sowie der Harmonikaspielring Langen e. V. Der älteste Langener Verein ist der Männerchor Liederkranz von 1838, der noch immer als reiner Männerchor existiert.

## Wirtschaft und Infrastruktur
In Langen sind über 100 Unternehmen der Kommunikations-, Informations- und High-Tech-Industrie ansässig, darunter Panasonic, Nikon Precision Europe GmbH, Advancis Software & Services, Kaga Fei Europe (früher Fujitsu Electronics Europe), The Bristol Group, SAG, Polygen GmbH, ERWEKA und Datalogic, sowie die Rodenstock-Tochter optoVision und Henry Schein Dental Deutschland GmbH.
Der Klinikbetreiber Asklepios unterhält in Langen mit der Asklepios Klinik Langen (ehemaliges Dreieichkrankenhaus mit 430 Betten) ein akademisches Lehrkrankenhaus der Universitätsklinik Frankfurt am Main.
Die Deutsche Flugsicherung GmbH hat ihren Hauptsitz und ein Ausbildungszentrum und eine Bezirkskontrollstelle in Langen.
Die Pittler ProRegion Berufsausbildung GmbH (PBA) in Langen ist eines der größten und modernsten Ausbildungszentren in der Rhein-Main-Region für Fachkräfte-Nachwuchs in den Bereichen Mechanik, Elektronik, Mechatronik, Werkzeug- und Zerspanungstechnik sowie im Facility Management.
| Die zur Anzeige dieser Grafik verwendete Erweiterung wurde dauerhaft deaktiviert. Wir arbeiten aktuell daran, diese und weitere betroffene Grafiken auf ein neues Format umzustellen. (Mehr dazu)IHK-zugehörige Betriebe nach Branchen Stand: 1. Januar 2020 Gesamt: 2.416 | Die zur Anzeige dieser Grafik verwendete Erweiterung wurde dauerhaft deaktiviert. Wir arbeiten aktuell daran, diese und weitere betroffene Grafiken auf ein neues Format umzustellen. (Mehr dazu)Sozialversicherungspflichtig Beschäftigte nach Wirtschaftsabschnitten Stand: Juni 2019 Gesamt: 15.326 |

### Verkehr

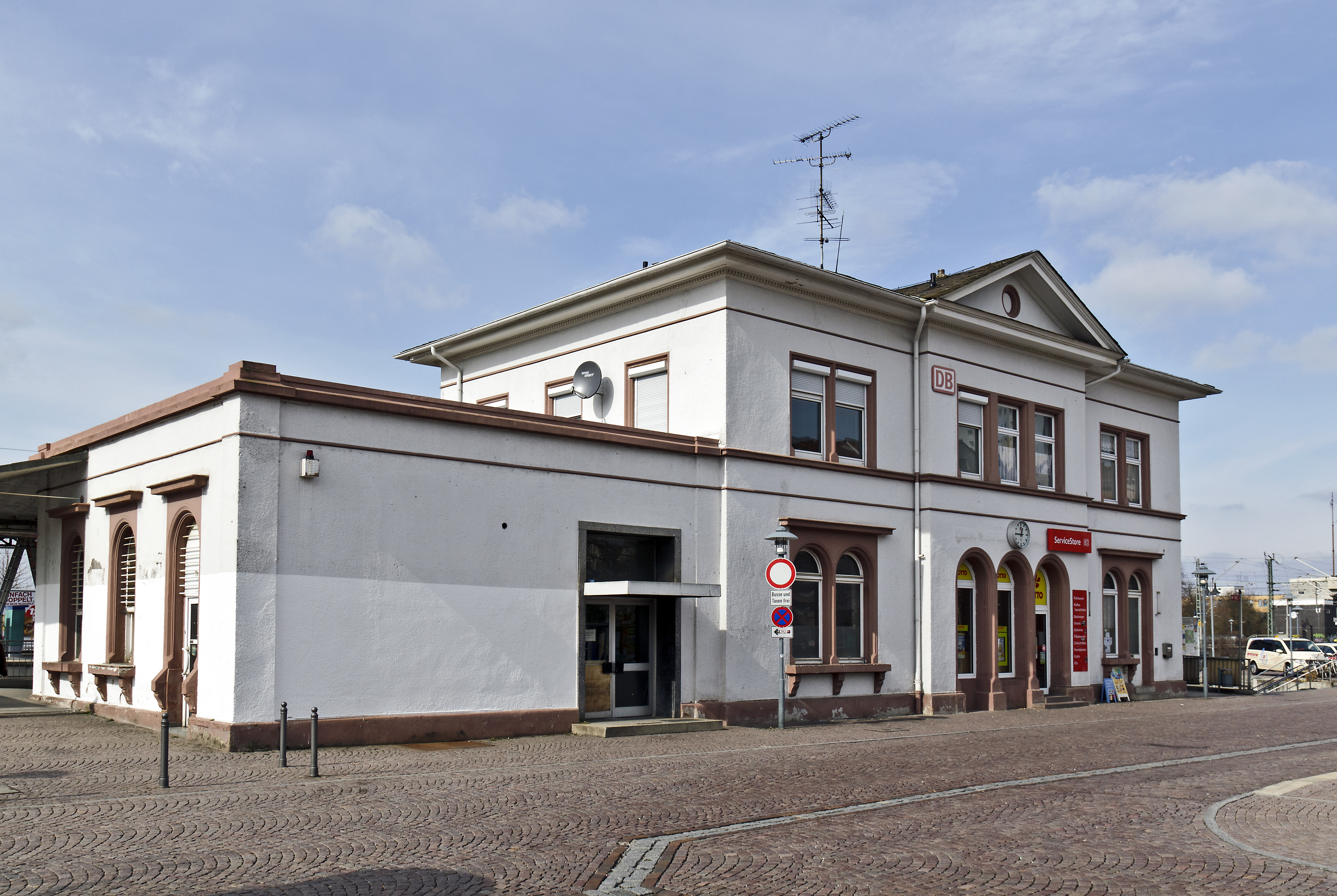
Der Bahnhof Langen

#### Bahnverkehr
Die Stadt ist in das Netz der S-Bahn Rhein-Main eingegliedert und wird von der Linie S6 angefahren, die an zwei Haltestellen hält: Bahnhof Langen sowie Langen Flugsicherung. Werktags besteht ein 15-Minuten-Takt in die Frankfurter Innenstadt, die in rund 20 Minuten erreichbar ist. Zudem halten am Bahnhof Langen Regionalzüge.

#### Busverkehr
Der innerstädtische Busverkehr wird mit vier Linien von den Stadtwerken Langen GmbH betrieben. Mehrere Regionalbuslinien verbinden Langen mit dem Umland. Die Stadt wird außerdem von der Nachtbuslinie n71 bedient.

#### Straßenverkehr
Langen ist im Westen mit einer Anschlussstelle an die Autobahn A 5 und im Osten an die A 661 (ersetzt die Bundesstraße 3) angebunden. Beide Anschlussstellen sind durch die Umgehungsstraße Bundesstraße 486 miteinander verbunden.

### Behörden
In Langen sind drei Bundesbehörden vertreten. Das Paul-Ehrlich-Institut (PEI), das Bundesinstitut für Impfstoffe und biomedizinische Arzneimittel, hat hier seinen Sitz.

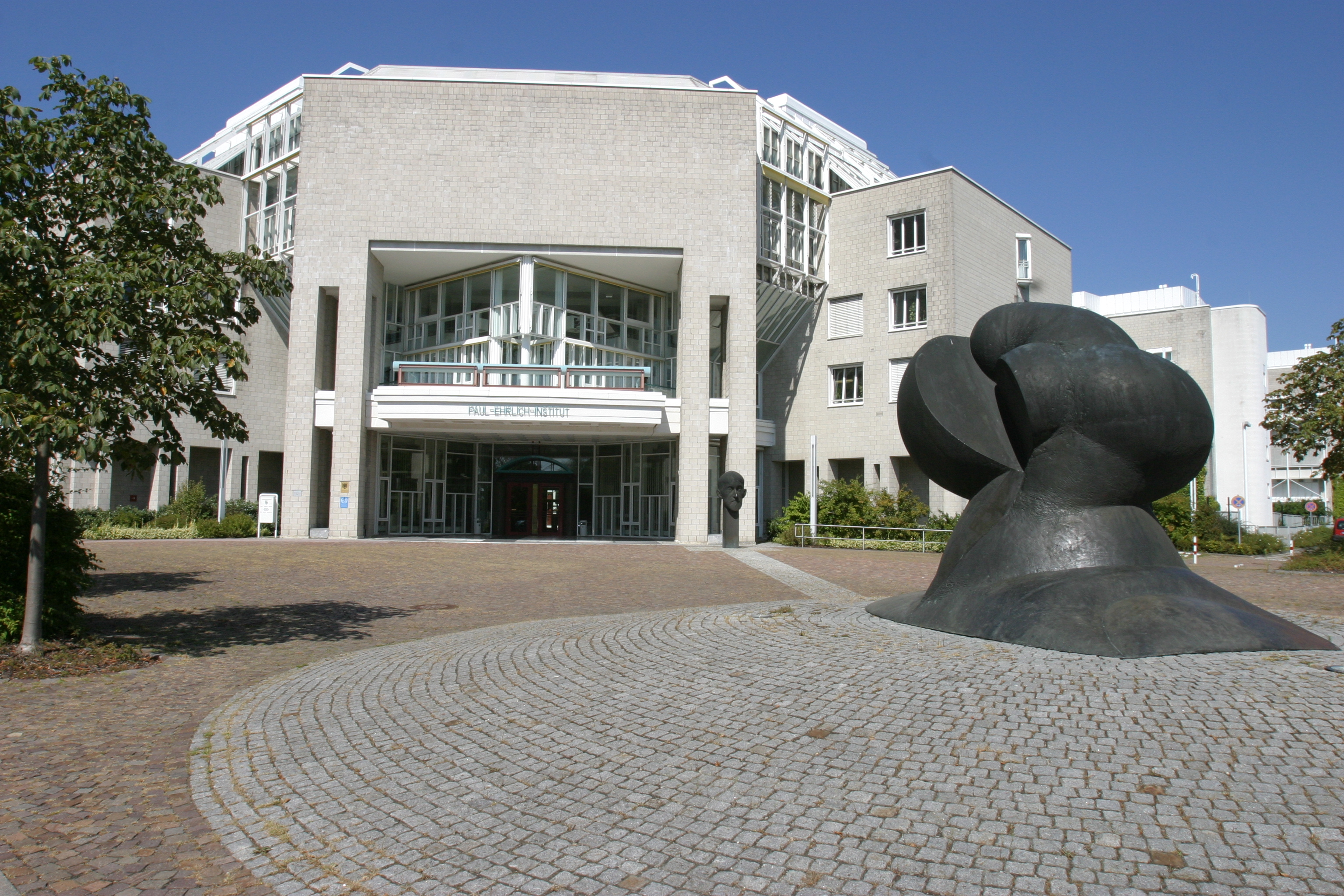
Paul-Ehrlich-Institut Langen

Dem Hauptsitz der Deutschen Flugsicherung (DFS) ist eine Außenstelle des Luftfahrt-Bundesamtes angegliedert.

Sitz der DFS in Langen

Ebenso vertreten in Langen ist das Bundesaufsichtsamt für Flugsicherung und die Flugsicherungsakademie zur Ausbildung von Fluglotsen. Im Gebäude der Flugsicherungsakademie befand sich bis Juni 2025 überdies die Wetterdienstschule des  Deutschen Wetterdienstes (DWD), die zuvor in Neustadt an der Weinstraße beheimatet war und nach Offenbach verlegt worden ist.
Das Finanzamt Langen, das Langener Amtsgericht und die im neuen Rathaus untergebrachte Polizeistation Langen versorgen die umliegenden Kommunen mit. Polizeihubschrauber sind auf dem benachbarten Regionalflugplatz Egelsbach stationiert.

### Medien
Die auflagenstärkste Tageszeitung ist die Offenbach-Post, die in der Innenstadt eine Außenredaktion für den Westkreis Offenbach hat. Die frühere Heimatzeitung Langener Zeitung (seit 1949) entwickelte sich ab 1998 zum Kopfblatt der Offenbach-Post; der Titel Langener Zeitung wird seit 2024 nicht mehr verwendet.
2010 erschien das Buch Langen – Handwerk, Handel und Gewerbe von Herbert Bauch und Inge und Horst Helfmann. Im Buch wird die Geschichte des Langener Handwerks und der verschiedenen Gewerbe in der Zeit von 1880 bis 1980 dargestellt. Bereits 2006 hatte der Sutton-Verlag mit der Langener Lokal-Geschichte eine Schilderung der Geschichte der Langener Gaststätten herausgebracht.
Ebenfalls im Jahr 2010 veröffentlichte Jürgen Bremer in Zusammenarbeit mit dem Magistrat der Stadt und der Initiative für Geschichte und Kultur ein Buch über die Stadt Langen: Langen – Im Herzen Europas (ISBN 978-3-00-033328-6).
Seit 2014 gibt es einen Imagefilm der Stadt Langen. Diesen kann man sich im Internet ansehen.
Um das Jahr 2000 herum wurde in Langen der private Lokalfernsehsender Argus TV produziert und ausgestrahlt.

### Bildung

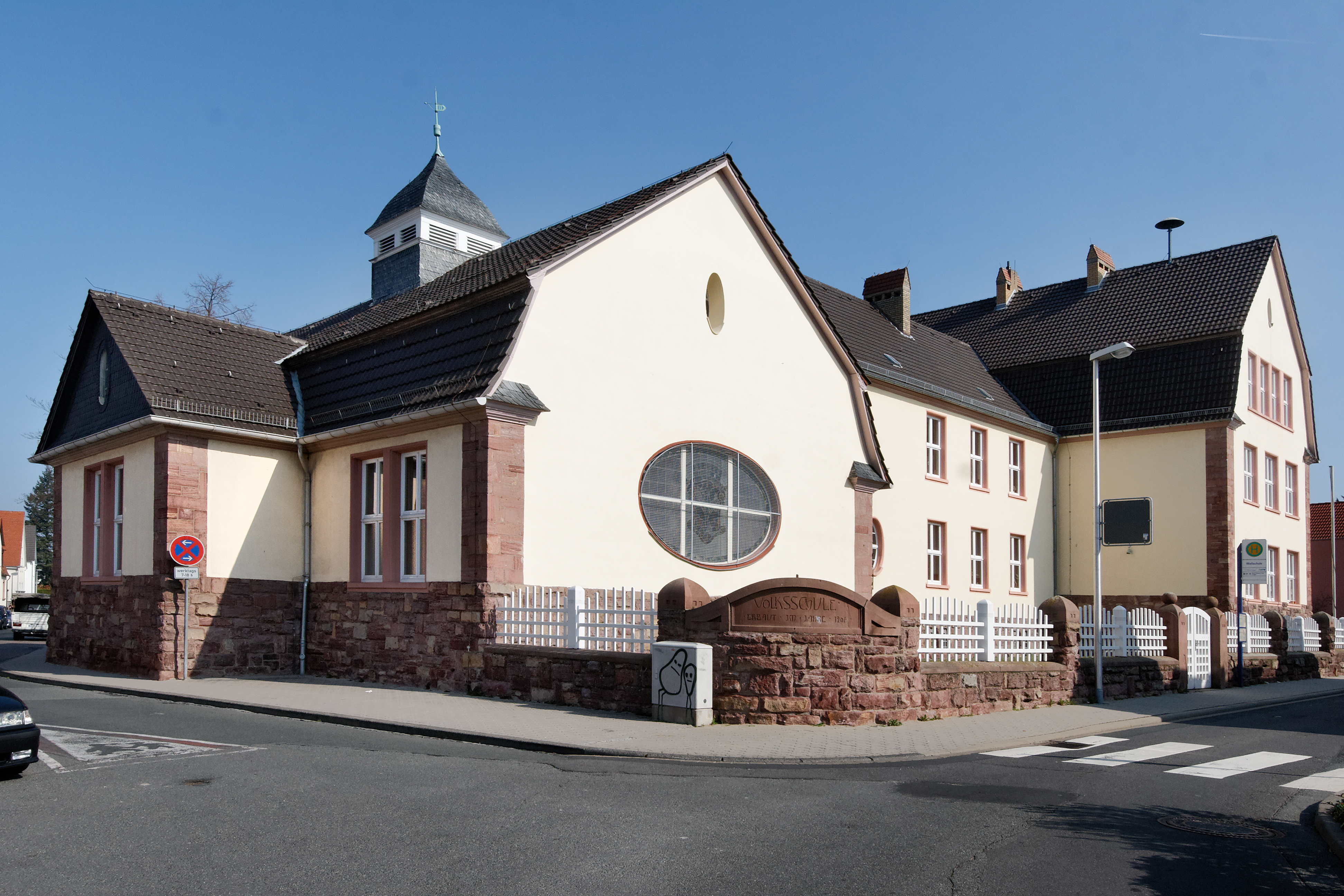
Die Wallschule, ein Bau aus dem Jahr 1906, ist Langens ältestes Schulgebäude.

In Langen gibt es fünf Grundschulen (Wallschule, Ludwig-Erk-Schule, Sonnenblumenschule, Albert-Schweitzer-Schule und Geschwister-Scholl-Schule) und drei weiterführende Schulen (Dreieichschule, ein Gymnasium mit annähernd 1500 Schülern, die Albert-Einstein-Gesamtschule und die Adolf-Reichwein-Schule, eine kooperative Gesamtschule mit gymnasialen Klassen). Daneben existieren zwei Förderschulen für körper- und geistig behinderte Kinder und Jugendliche (Erich-Kästner-Schule und Janusz-Korczak-Schule).
Neben der Volkshochschule Langen sind die DFS-Flugsicherungsakademie (Fachhochschule) und eine Musikschule in Langen ansässig. Die Stadt verfügt über eine rund 45.000 Medien umfassende Stadtbücherei, die ihre Räume im Stadthallen-Komplex hat.

### Naturschutz

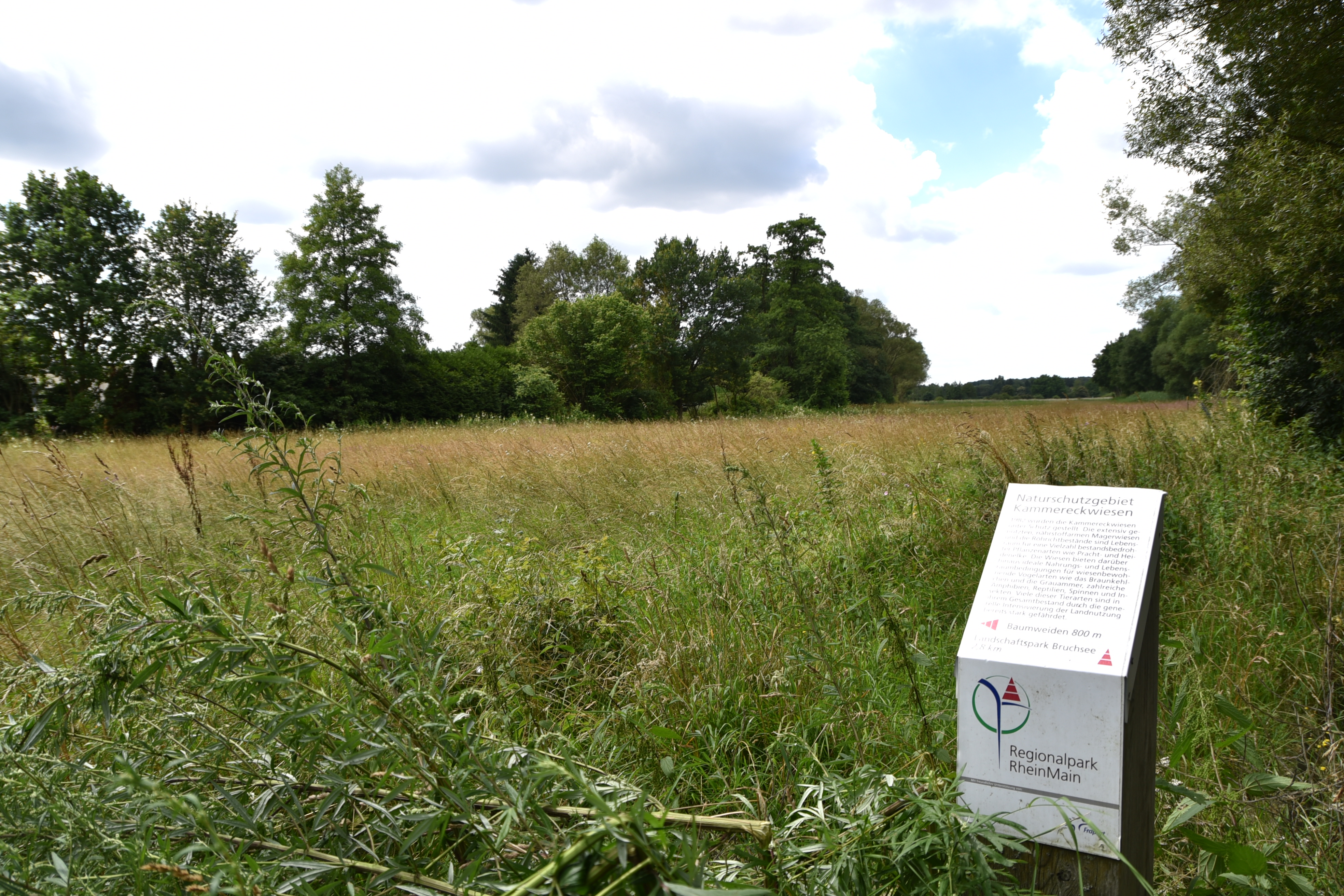
NSG Kammereckswiesen und Herchwiesen von Langen

Das Naturschutzgebiet Kammereckswiesen und Herchwiesen (NSG-Kennung 1438006) liegt im südwestlichen Gemarkungsbereich Langens an der Grenze zur Nachbargemeinde Egelsbach und besteht aus Wiesenflächen, die sich auf engem Raum aus trockenen Flugsandgebieten sowie wegen des teilweise tonigen Untergrunds auch aus feuchten Standorten zusammensetzen. Daher konnten sich dort neben Magerwiesen auch Waldbinsenwiesen, Sumpfdotterblumenwiesen, Röhrichte und Gehölze ausbilden. Die Kammereckswiesen werden von der Bahnstrecke Frankfurt am Main–Heidelberg im Osten und der Kreisstraße 168 im Westen begrenzt. Die im Frühjahr 2009 hinzugekommenen Herchwiesen erstrecken sich östlich der Bahnlinie als langgestrecktes Band bis zum Egelsbacher Weg.
Zweck der Unterschutzstellung ist es, das extensiv genutzte Grünland, die Röhricht- und Großseggenbestände als Lebensraum für eine Vielzahl bestandsgefährdeter Tier- und Pflanzenarten zu erhalten. Dieses Mosaik ist Lebensraum für eine Reihe seltener Libellen- und Schmetterlingsarten, zum Beispiel für den dunklen Wiesenknopf-Ameisenbläuling. Botanisch zählen Kantiger Lauch (Allium angulosum), breitblättriges Knabenkraut (Dactylorhiza majalis) und Pracht-Nelke (Dianthus superbus) zu den Besonderheiten. Aus der Avifauna ragten Arten wie Kiebitz, Braunkehlchen, Schwarzkehlchen und Grauammer heraus.
Zur Gemarkung von Langen gehört auch eine Teilfläche des Natura2000-Gebietes „Kranichsteiner Wald mit Hegbachaue, Mörsbacher Grund und Silzwiesen“ (FFH-Gebiet 6018-305).

## Persönlichkeiten

### Ehrenbürger

#### Ehrenbürger zur Zeit des Nationalsozialismus
- Adolf Hitler (* 20. April 1889 in Braunau am Inn, Österreich-Ungarn; † 30. April 1945 in Berlin) war deutscher Reichskanzler. Die Ehrenbürgerschaft der Stadt Langen wurde ihm durch eine Verfügung von Bürgermeister Hans Kreiling vom 8. Juli 1983, Az. 051, nach § 28 der Hessischen Gemeindeordnung aberkannt.[93] (siehe auch Adolf Hitler als Ehrenbürger).[94]
- Jakob Sprenger (* 24. Juli 1884 in Oberhausen bei Bergzabern; † 7. Mai 1945 in Kössen) war deutscher Gauleiter im Gau Hessen-Nassau.[94] Die Ehrenbürgerschaft der Stadt Langen wurde ihm durch eine Verfügung von Bürgermeister Hans Kreiling vom 8. Juli 1983, Az. 051, nach § 28 der Hessischen Gemeindeordnung aberkannt.[93]

#### Neuere Ehrenbürger
- Wilhelm Umbach (* 30. Dezember 1900 in Langen; † 22. Oktober 1979 ebenda) war von 1948 bis 1966 Bürgermeister der Stadt Langen (Hessen). Wurde am 7. Januar 1971 zum Ehrenbürger der Stadt ernannt.[95]
- Dieter Pitthan (* 30. Juni 1941 in Klingenberg am Main) war von 1. Juli 1990 bis 30. Juni 2008 der Bürgermeister der Stadt Langen (Hessen). Anlässlich seiner Verabschiedung in den Ruhestand wurde er zum Ehrenbürger der Stadt ernannt. Pitthan ist zudem Ehrenbürger von Langens Partnerstädten Tarsus (Türkei) und Romorantin (Frankreich).
- Hans Hoffart (* 28. März 1931 in Langen; † 6. Juni 2016 ebenda), Lokaljournalist und von 1974 bis 2009 Brunnenwirt des Langener Ebbelwoifestes.[96][97]
- Johannes Schreiter (* 8. März 1930 in Buchholz), Maler, Grafiker und Glasbildner. Von 1963 bis 1987 war er Professor an der Staatlichen Hochschule für bildende Künste in Frankfurt am Main, von 1971 bis 1974 deren Rektor. Er lebt heute in Langen und ist seit November 2013 Ehrenbürger der Stadt.[98]

### Söhne und Töchter der Stadt
- Johann Valentin Görich (* 24. September 1800; verschollen), bedeutender Schnelllauf-Pionier in der Zeit des Biedermeier[99][100][101]
- Karl Muhl (1826–1897), Jurist, Politiker und Abgeordneter
- Ferdinand Muhl (1829–1897), Großherzoglich Hessischer Forstmeister und Vorsitzender des Forstvereins für das Großherzogtum Hessen
- Frieder Weissmann (1893–1984), Dirigent und Komponist
- Willi Leininger (1907–1971), Komponist, Musikkritiker, Journalist
- Werner Müller (1910–1996), Politiker, Mitglied des Bayerischen Landtags
- Friedrich Zängerle (1911–1996), Gewerkschafter
- Jan Herchenröder (1911–1986), Feuilletonist und Schriftsteller
- Wilhelm Doerr (1914–1996), Pathologe in West-Berlin, Kiel und Heidelberg
- Gunter Mann (1924–1992), Medizinhistoriker, Hochschullehrer und Direktor des Senckenbergischen Instituts für Geschichte der Medizin
- Rudi Sehring (* 1930), Jazzschlagzeuger
- Henning Boëtius (1939–2022), Schriftsteller
- Brigitte Friesz (* 1944), Bühnenbildnerin und Malerin
- Gerd J. Grein (* 1944), Volkskundler
- Reinhard Dietrich (* 1957), Jurist und Historiker
- Heike Hatzmann (* 1959), Abgeordnete
- Michael Marx (* 1966), Journalist und Fernsehmoderator[102]
- Selcuk Cara (* 1969), Opernsänger/Autorenfilmer
- Tanja Börzel (* 1970), Politikwissenschaftlerin und Hochschullehrerin
- Andrea Riphaus (* 1970), Medizinerin, Wissenschaftlerin und Fachautorin
- Jan Costin Wagner (* 1972), Schriftsteller
- Meike Babel (* 1974), Profi-Tennisspielerin
- Marcus Andrew Hurttig (* 1974), Kunsthistoriker, Kurator und Museumsdirektor
- Lars Kaderali (* 1974), Bioinformatiker
- Thomas Knaus (* 1974), Bildungswissenschaftler und Hochschullehrer
- Carsten Nulle (* 1975), Fußballtorwart
- Christine Kleinjung (* 1977), Historikerin
- Tobias Radloff (* 1977), Schriftsteller
- Inga Bremer (* 1980), Filmemacherin
- Bastian Bender (* 1981), Hörfunkmoderator
- Janine Wissler (* 1981), Politikerin (Die Linke), Bundesparteivorsitzende und MdB
- Matthias Mangiapane (* 1983), Reality-TV-Teilnehmer
- Andre Witter, Künstlername Vega (* 1985), Rapper
- Ralf Schneider (* 1986), Fußballspieler
- Svenja Greunke (* 1989), ehemalige Basketball-Nationalspielerin
- Jennifer Hof (* 1991), Fotomodell, Gewinnerin der dritten Staffel von Germany’s Next Topmodel
- Maximilian Müger (* 1993), Abgeordneter im Hessischen Landtag (bis September 2024 AfD)
- Aaron Seydel (* 1996), Fußballspieler
- Constantin Keller (* 2002), Schauspieler

### Persönlichkeiten, die in Langen leben/lebten oder wirken/gewirkt haben
Anmerkung: kursiv = aktuell aktiv
- Johann Wolfgang von Goethe (1749–1832) war in seiner Jugendzeit verschiedentlich in Langen und feierte 1774 mit seinem Freund Heinrich Merck aus Darmstadt in dem Gasthaus „Zur Sonne“ seinen Geburtstag.
- Friedrich Schiller (1759–1805) kam nach der Flucht nach Mannheim bei seiner Fußwanderung nach Frankfurt mit seinem Freund, dem Musiker Andreas Streicher, ermüdet und hinfällig Anfang Oktober 1782 durch Langen.

#### Nach 1900
- Hermann Bahner (1867–1938) war ein deutscher Maler und starb in Langen.
- Walter Rietig (1906–1942) war Arbeiter im Opel-Werk Rüsselsheim, der in Langen lebte und sich in der Arbeiterbewegung organisierte. Wurde während der NS-Zeit im Schnellverfahren durch den Volksgerichtshof hingerichtet, um den Widerstand im Opel-Werk einzuschüchtern.

#### Nach 1945
- Benjamin Britten (1913–1976), englischer Komponist und langjähriger Freund der Margaret Prinzessin von Hessen und bei Rhein, verbrachte mehrere Wochen auf Schloss Wolfsgarten, in denen er Teile seiner Oper The Turn of the Screw komponierte.[103][104]
- Philipp Seibert (1915–1987) war ein deutscher Gewerkschafter und Politiker (SPD) und wohnte in Langen.
- Karl Franz Tausch (1922–2008) war ein Angehöriger der Waffen-SS, wurde 2008 wegen des Massakers in Bassano del Grappa angeklagt und beging in seinem Wohnort Langen Suizid.[105]

1960er Jahre
- Matthias Kurth (* 1952), SPD-Politiker und ehemaliger Präsident der Bundesnetzagentur; wohnte ab 1962 in Langen.[106]
- Johannes Schreiter (* 1930), Glasmaler, wohnt seit 1963 in Langen.
- Harald Küppers (1928–2021), Farbtheoretiker, Autor, Künstler. Wohnte seit 1964 in Langen und verstarb hier im Januar 2021.[107]
- Thommi Baake (* 1962), wuchs ab 1965 in Langen auf, ging dort zur Schule und sammelte erste Erfahrungen als Schauspieler, Musiker und Komiker.[108]

1970er Jahre
- Heinz Reisz (* 1938) ist ein neonazistischer deutscher Politiker. In den 1970er Jahren gelang ihm der Einzug ins Langener Stadtparlament.
- Anke Sevenich (* 1959), Schauspielerin, wuchs in Langen auf und ging dort zur Schule.

1980er Jahre
- Michael Kühnen (1955–1991), Anführer der deutschen Neonazi-Szene in den 80er Jahren
- Thomas Brehl (1957–2010) war ein deutscher Neonazi. Er wirkte zusammen mit Michael Kühnen (1955–1991) in Langen, wo er im Dezember 2010 starb.
- Manfred Sapper (* 1962), wuchs in Langen auf und ging dort zur Schule; in den 1980er Jahren kommunalpolitisch tätig
- Nadja Benaissa (* 1982), Sängerin (No Angels/medlz), wuchs in Langen auf.

2000er Jahre
- Juan Amador (* 1968) ist ein deutscher Spitzenkoch; betrieb von 2002 bis 2011 ein Sternerestaurant in Langen.[109]
- Harald Ehrig (* 1949), ehemaliger deutscher Rennrodler und Silbermedaillen-Gewinner bei den Olympischen Spielen 1972 in Sapporo. Lebte in Langen und arbeitete von 2003 bis 2014 im dortigen Jugendzentrum.[110]
- Joost Reinke (* 1965) ist ein Theologe, Lehrer und Kommunalpolitiker (Begründer und Vorsitzender der Wählerinitiative Langen: WiLa), lebte von 2008 bis 2023 in Langen.
- Dunja Rajter (* 1946), Schlagersängerin, lebt in Langen.
- Frank-Jürgen Weise (* 1951) ist ehemaliger Kommunalpolitiker in Langen. Bis Anfang 2017 war er Vorstandsvorsitzender der Bundesagentur für Arbeit.
- Uli Stein (* 1954), Nationalfußballspieler, wohnte in Langen und war 1994 kurze Zeit Trainer des 1. FC Langen
- Klaus Cichutek (* 1956), Biochemiker, Präsident des Paul-Ehrlich-Instituts von 2009 bis 2023.
- Nena (* 1960), Sängerin, wohnte in Langen.
- Stefan Vieths (* 1960), Lebensmittelchemiker, Vize- und kommissarischer Präsident des Paul-Ehrlich-Instituts in Langen
- Leon Fertig (* 2001), Basketballer, deutscher 3x3-Meister; wuchs in Langen auf und spielt im TV Langen.